# Porsche 924
Der Porsche 924 ist ein Sportwagen, den die Porsche AG von 1975 bis 1988 produzierte.
Ursprünglich war er als Nachfolger des VW-Porsche 914 für Volkswagen konstruiert. Porsche brachte den Wagen als eigenes Einsteigermodell unterhalb des Typs 911 auf den Markt. Der 924 war das erste Auto von Porsche mit einem wassergekühlten Frontmotor und dem Transaxle-Antrieb und war Ausdruck einer Abkehr vom technischen Konzept der Modelle mit luftgekühlten Heckmotoren.
Außer den Serienfahrzeugen wurden 1980 und 1981 speziell für den Motorsport die Fahrzeugvarianten Carrera GTP und Carrera GTR entwickelt, die in Sportwagen-Weltmeisterschaftsläufen wie beispielsweise den 24-Stunden-Rennen von Le Mans eingesetzt wurden. Sie erreichten dort in der Klassenwertung Plätze unter den ersten drei und Siege.
Der 924 wurde wegen seiner vom Volkswagen-Konzern stammenden Teile, wie dem 2-Liter-Motor, oftmals nicht als vollwertiger Porsche-Sportwagen angesehen. Erst seit den 2010er-Jahren erhält das Modell als Old- und Youngtimer zunehmend Anerkennung.

## Allgemeines
1970 veranlasste die von Volkswagen und Porsche gemeinsam für den Vertrieb des Porsche 914 gegründete Vertriebsgesellschaft in Ludwigsburg die Entwicklung eines Nachfolgemodells. Der Sportwagen sollte kostengünstig mit einem möglichst hohen Anteil an Großserienteilen des VW/Audi-Programms produziert werden. Ziel war es, den neuen Wagen ins offizielle Verkaufsprogramm von Audi aufzunehmen.

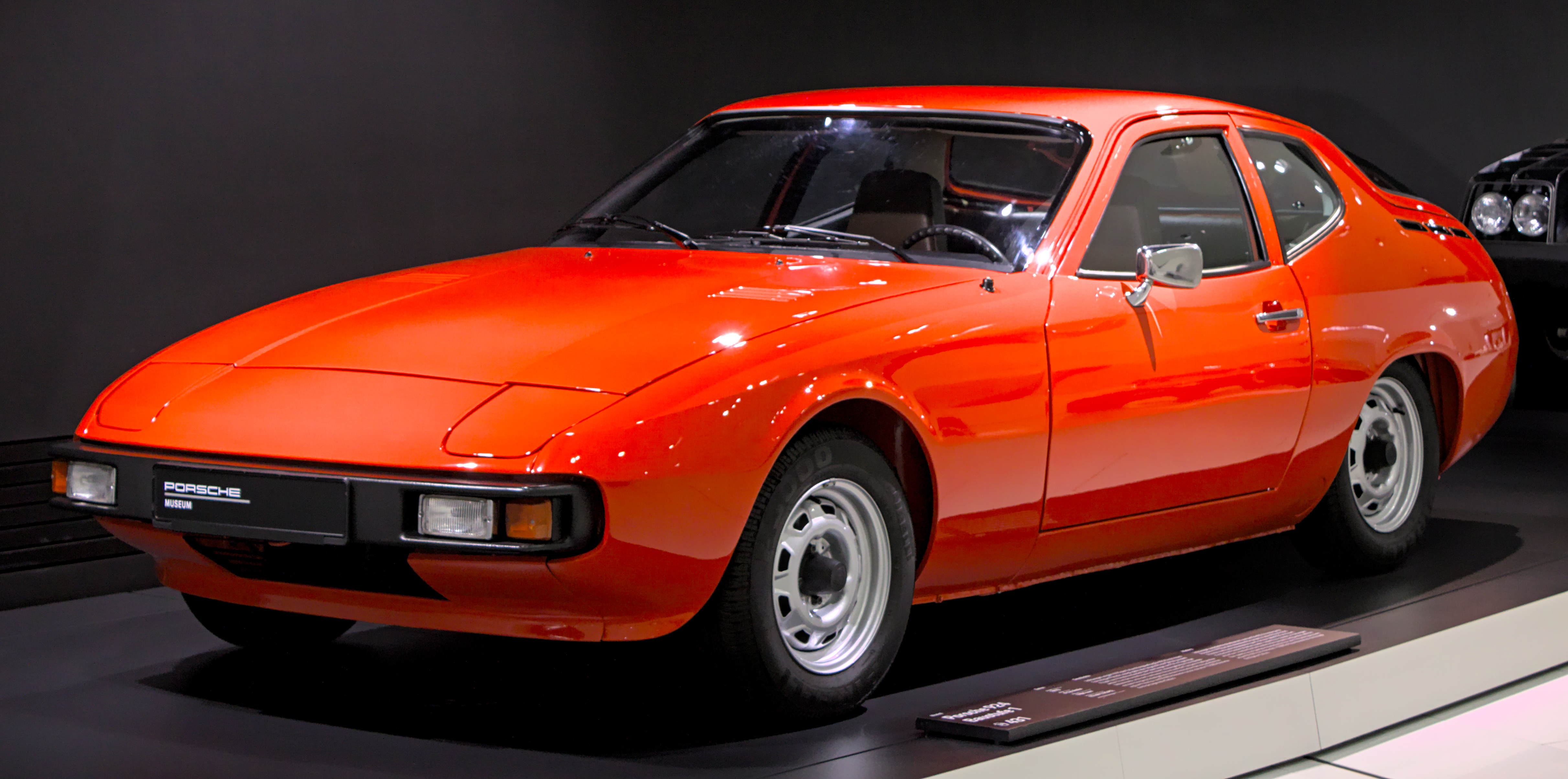
Porsche EA 425

Mit einem Budget von rund 150 Mio. DM konstruierte Porsche unter der Bezeichnung EA 425 ein neues Fahrzeug. Bevor die Arbeiten abgeschlossen werden konnten, stoppte 1975 der neue VW-Vorstandsvorsitzende Toni Schmücker das Entwicklungsprojekt. Volkswagen war zu jener Zeit in wirtschaftlichen Schwierigkeiten, und Schmücker entschied, den Sportwagen nicht für Audi weiterzuentwickeln. Er sah nach der Ölkrise 1973/74 wenig Chancen für das neue Modell, und mit dem 1974 eingeführten VW Scirocco hatte der VW-Konzern bereits einen Sportwagen im Programm.
1975 kaufte Porsche die Rechte an der bisherigen Konstruktion zurück, um das Auto fertigzustellen und in eigener Regie zu vermarkten. Vorher wurde mit Volkswagen vereinbart, den Wagen im ehemaligen NSU-Werk in Neckarsulm zu produzieren, um so die dort bedrohten Arbeitsplätze zu erhalten. Als Gegenleistung erhielt Porsche die VW-Bauteile für den Sportwagen zu günstigen Konditionen. Diese Entscheidung brachte für beide Vertragspartner einen Vorteil: Volkswagen konnte seinen Standort kostendeckend weiterbetreiben, Porsche ersparte sich den Ausbau seiner Produktionsanlagen, die für den ab 1977 gebauten Porsche 928 genutzt werden sollten.
Die Serienproduktion des 924 begann im November 1975.

### Design

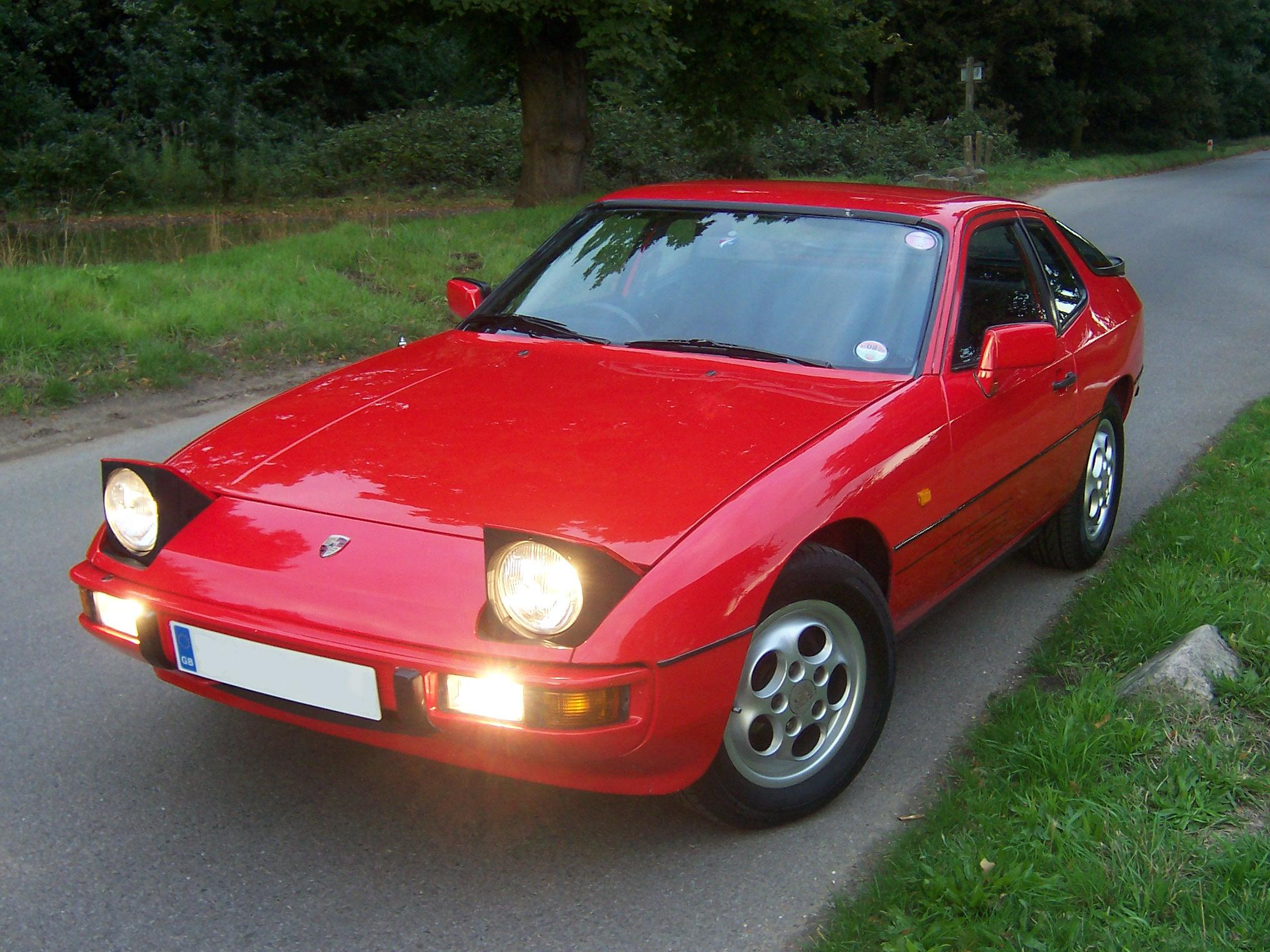
Porsche 924 S mit ausgeklappten Scheinwerfern

Die von Harm Lagaay entworfene Karosserie des 924 unterschied sich grundlegend von denen der vorhergehenden Porsche-Modelle 356, 911 und 914. Wegen des vorn eingebauten Motors hatte der 924 eine für Porsche völlig neue Linienführung. Der Leiter des Karosseriedesigns bei Porsche, Anatole Lapine, sagte später über die Form: „Das Auto hat einer gezeichnet, der sein Leben lang von einem Ferrari geträumt, aber nie einen gekriegt hat.“
Der Motor lag in einem langen, nach vorn stark abfallenden Vorderwagen mit Klappscheinwerfern, die sich bei eingeschaltetem Abblend- oder Fernlicht öffneten. In ausgeschaltetem Zustand waren die Scheinwerfer nicht zu sehen und bildeten mit der Motorhaube eine glatte Fläche. Der vordere Stoßfänger mit Spoiler enthielt Kennzeichen, Blinker und Fernscheinwerfer. Durch die glatten Flächen der Karosserie ließ sich ein niedriger Strömungswiderstandskoeffizient (cw) von 0,34 erreichen.
Das Fahrzeug ist ein 2+2-Sitzer und hat Coupé-typisch zwei Türen. Die hinteren muldenförmigen Sitze sind durch einen hohen Antriebstunnel getrennt und nur für kleine Personen oder Kinder geeignet.
Trotz vieler Veränderungen im Innenraum ließen die Schalter und Türgriffe eine enge Verwandtschaft zum ursprünglichen Volkswagenentwurf erkennen. Ein Porsche-Werkssprecher sagte 1975 dazu: „Wir haben, vor allem an der Ausstattung, vieles geändert – als VW wäre der Wagen armselig geworden.“
Das Fahrzeug hat mit bis zu 370 Liter Fassungsvermögen einen für Sportwagen großen Kofferraum; er liegt unter der stark gewölbten Heckscheibe, die gleichzeitig der Kofferraumdeckel ist.
Der Porsche 924 enthält verschiedene Stilelemente anderer Fahrzeuge. Die Heckscheibe gleicht der des bereits seit 1966 produzierten Jensen Interceptor und die hinteren Seitenfenster ähneln denen des Honda Civic von 1972. Der 924 ist die Grundlage für weitere Fahrzeugentwicklungen wie die des Porsche 944 und dessen Nachfolger 968.

### Technik

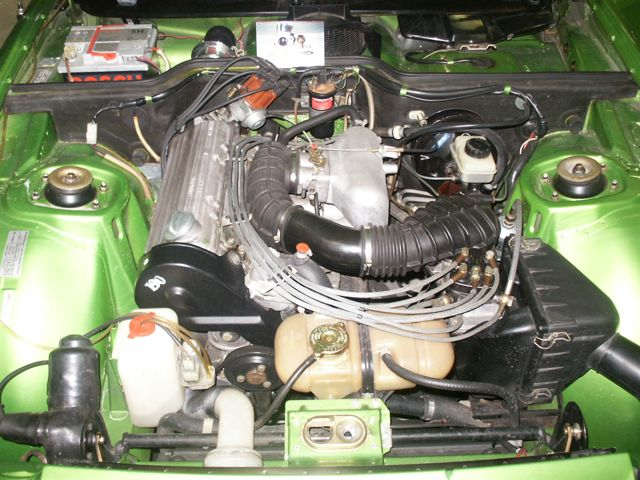
2-Liter-Motor eines Porsche 924 von 1976

Die beim 924 eingeführte Transaxlekonstruktion war zu dieser Zeit zwar selten, jedoch keine Neuheit im Automobilbau. Diese Art des Antriebs gab es schon vor dem Ersten Weltkrieg unter anderem bei Csonka, 1937 im Škoda Popular wie auch in den beiden Alfettas aus den Jahren 1937 und 1972 von Alfa Romeo, dem Lancia Aurelia von 1950 und dem Pontiac Tempest von 1960. Durch den vorn platzierten Motor, der durch eine vierfach gelagerte Welle in einem starren, etwa zwei Meter langen Rohr mit dem im Heck an der Achse eingebauten Getriebe verbunden war, ergab sich eine für neutrales Fahrverhalten vorteilhaft ausgewogene Gewichtsverteilung im Verhältnis 48 : 52.
Wie im Entwicklungsauftrag gefordert, wurden viele technische Bauteile aus dem VW-Konzern im Fahrzeug eingesetzt. Der anfangs eingebaute VW EA831, ein wassergekühlter 2-Liter-Vierzylinder-Reihenmotor mit 92 kW (125 PS) aus dem Audi-100, war darüber auch im VW-LT-Nutzfahrzeug eingesetzt. Das Viergangschaltgetriebe und die Trommelbremsen an der Hinterachse entstammten ebenfalls dem Audi 100. An der Vorderachse wurden die Querlenker vom VW Golf und die MacPherson-Federbeine vom VW Käfer 1303 verwendet. Die Hinterräder waren an Schräglenkern vom VW Käfer 1500 aufgehängt. Darüber hinaus wurden weitere Bauteile aus dem VW-Programm im 924 verwandt, zum Beispiel der Vorschalldämpfer des Audi 200 Turbo oder der Kühlwasserausgleichsbehälter des VW K 70. So konnten die Fertigungskosten gesenkt und der Grundpreis 1976 mit 23.240 DM niedrig gehalten werden. Im Vergleich dazu kostete ein Porsche 911 mindestens 32.000 DM.

### Außenlackierungen
Für den Porsche 924 wurden seit seiner Einführung 1976 über die Jahre verschiedene Lackierungen angeboten. Neben den aufpreisfreien Serien-Unilacken gab es Metalliclackierungen, sogenannte Sonderfarben.
Für den 924 Turbo waren zusätzlich Zweifarbenlackierungen lieferbar, die sich aus unterschiedlichen Serien- und Sonderfarben zusammensetzten.
| Uni:                              |                           |                            |                            |                         |                        |                          |
| Schwarz (1976–1978 und 1983–1984) | Marsrot (1976–1978)       | Atlasweiss (1976)          | Rallyegelb (1976–1978)     | Signalgrün (1976–1978)  | Maroon (1976)          | Spanischgrün (1976)      |
| Moccaschwarz (1979–1982)          | Indischrot (1979–1984)    | Polarweiss (1977)          | Mexicobeige (1979–1980)    | Flieder (1979–1980)     | Brokatrot (1977)       | Cockneybraun (1978)      |
| Mauritiusblau (1981–1982)         | Venusrot (1980–1981)      | Alpinweiss (1978–1984)     | Coloradobeige (1981)       | Monacoblau (1980–1981)  | Malagarot (1978–1980)  | Amethyst (1980)          |
| Kopenhagenblau (1983–1984)        | Sundagrün (1981)          |                            | Pasadenagelb (1983–1984)   | Gabungrau (1982)        | Gambiarot (1982)       | Havannabraun (1981–1982) |
| Metallic:                         |                           |                            |                            |                         |                        |                          |
| Diamantsilber (1976–1982)         | Vipergrün (1976)          | Tizian (1976)              | Atlantic (1976)            |                         |                        |                          |
|                                   | Resedagrün (1977–1978)    | Kupfermetallic (1977–1978) | Bahamablau (1977–1978)     | Malachit (1977)         |                        |                          |
|                                   | Dolomitengrau (1979–1980) | Kolibrigrün (1978–1979)    | Petrolblau (1979–1980)     | Minervablau (1979–1981) | Indianarot (1979–1981) | Saturn (1981)            |
| Platin (1981–1984)                | Meteor (1981–1982)        | Onyx (1980–1981)           | Schwarz (1981–1982)        | Hellblau (1982)         | Surinam (1982)         | Lhasa (1982)             |
| Zermattsilber (1983–1984)         | Geminigrau (1983–1984)    | Zobelbraun (1983–1984)     | Montegoschwarz (1983–1984) | Saphir (1983–1984)      | Rubinrot (1983–1984)   | Hellbronze (1983–1984)   |

## Modellentwicklung

### 924 (1976–1985)

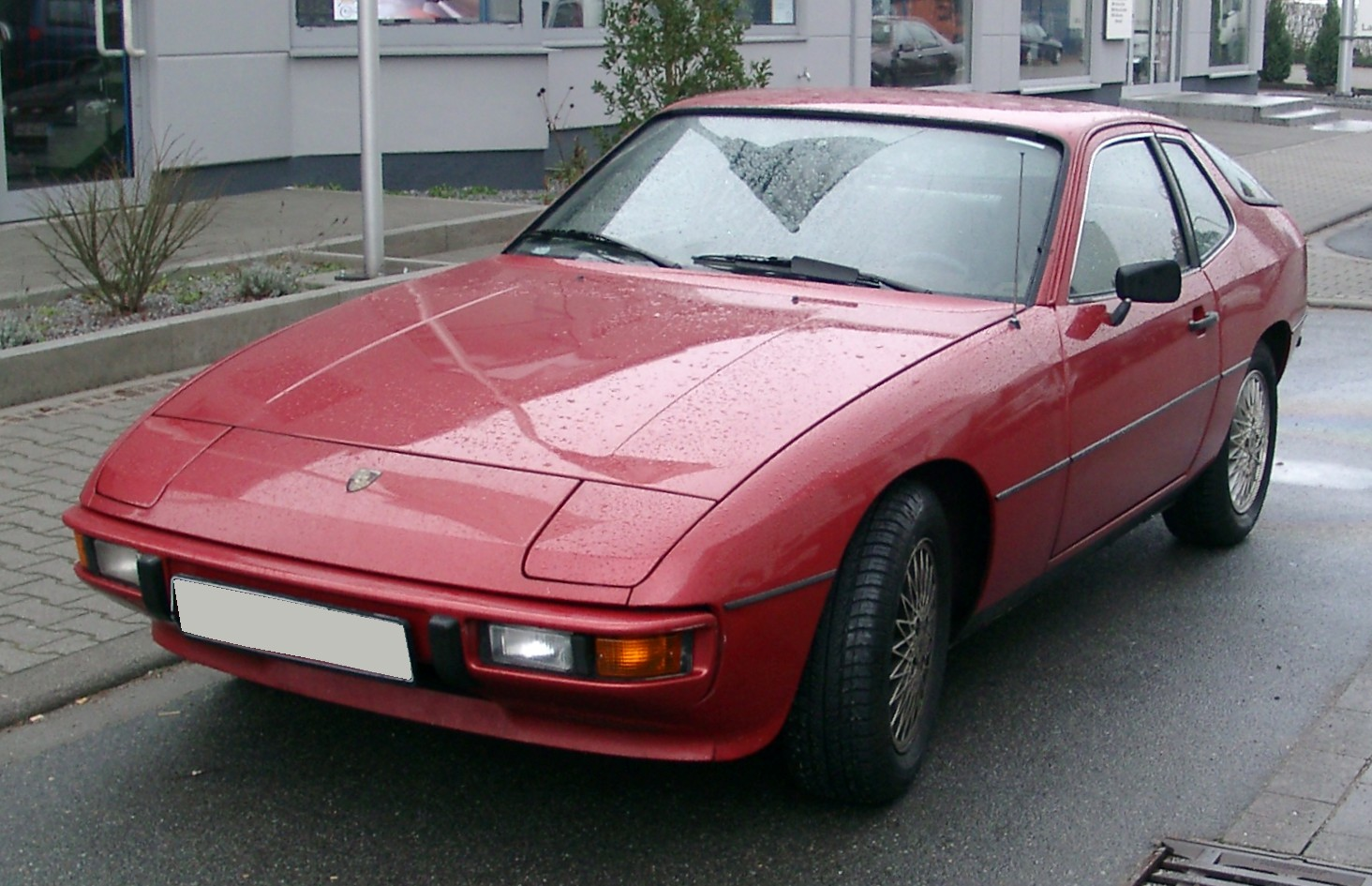
Vorderansicht eines Porsche 924

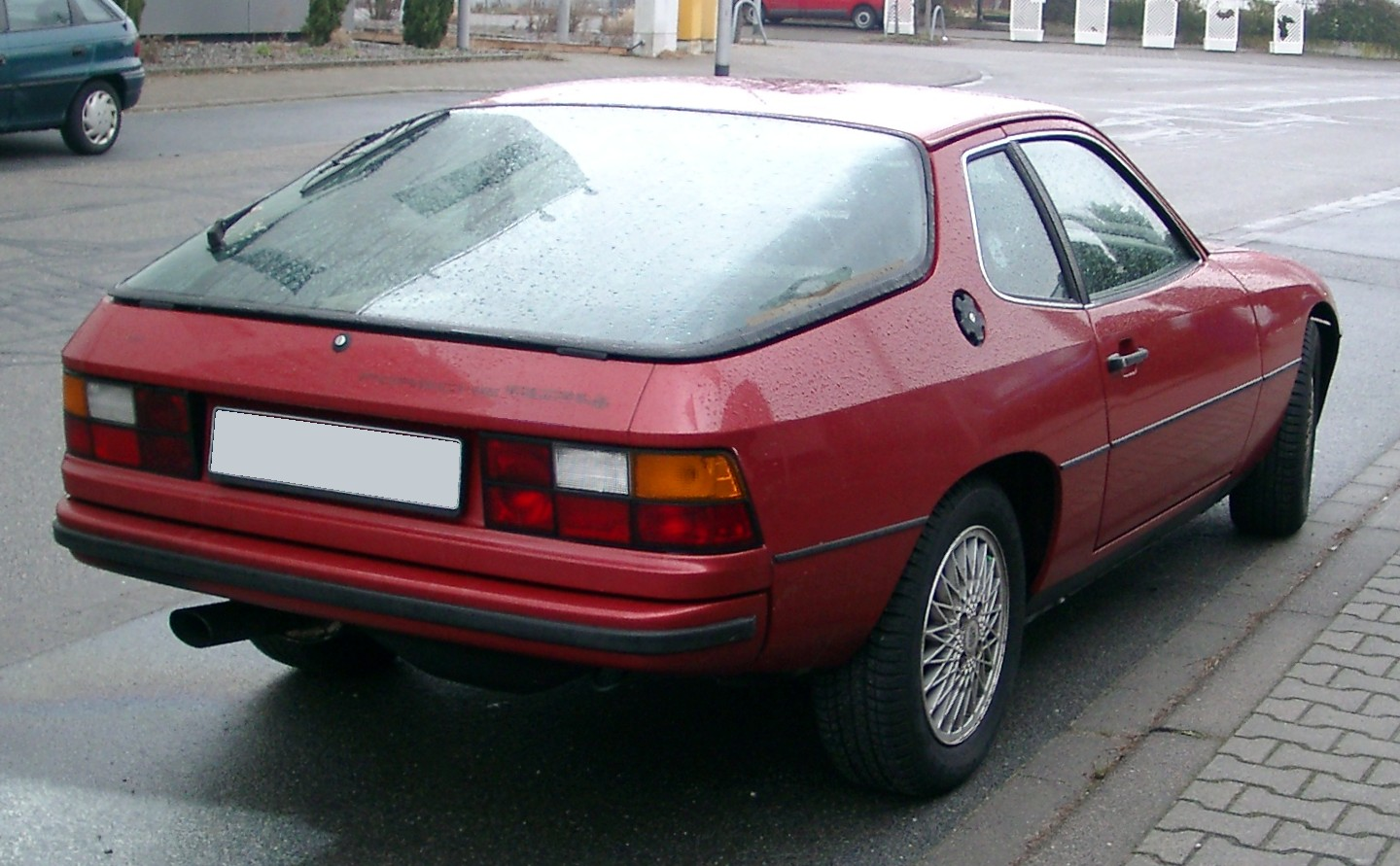
Heckansicht eines Porsche 924

Der Porsche 924 wurde 1976 als Nachfolger des 914 unterhalb des 911 als günstigster Porsche vermarktet. Zielgruppe waren junge Familien und Käufer, die sich einen neuen 911 nicht leisten konnten. Der damalige Porsche-Vorstandsvorsitzende Ernst Fuhrmann sagte über den Wagen: „Da haben wir mal wieder was für die jungen Leute und die Damen.“
Der erste wassergekühlte Motor in einem Porsche hatte vier Zylinder in Reihe, kontinuierlich einspritzende Mehrpunktsaugrohreinspritzung Bosch-K-Jetronic und leistete maximal 92 kW (125 PS) bei 5800/min. Die Leermasse bzw. das Leergewicht beträgt 1080 kg und die Höchstgeschwindigkeit 204 km/h. Für die Beschleunigung von null auf 100 km/h benötigte der Sportwagen rund 9,6 Sekunden.
Als Normverbrauch wurden 7,7 l Superbenzin angegeben.
Serienmäßig wurden die Fahrzeuge mit 165-HR-14-Reifen auf 5,5J×14-Vierloch-Stahlrädern ausgeliefert, die gegen 6J×14-Vierloch-Leichtmetallräder und 185/70-HR-14-Breitreifen ausgetauscht werden konnten. Zur Verbesserung der Straßenlage bot Porsche gegen Aufpreis vorn und hinten Stabilisatoren an.
Die Innenausstattung des 924 war bereits in der Serie umfangreich. Die beiden vorderen Sportsitze mit integrierten Kopfstützen kamen vom 911 und waren wie auch die hinteren Sitze an den Sitzwangen mit Kunstleder und auf den Sitzflächen und der Rückenlehne mit einem Karostoff bezogen. Die hinteren Sitzlehnen waren nach vorne umklappbar, um die Ladefläche des Kofferraums zu vergrößern. Der Kofferrauminhalt ließ sich mit einer ausrollbaren Stoffabdeckung verbergen. Statt des Standard-Zweispeichenlenkrads konnte ein höherwertiges Zweispeichen-Lederlenkrad bestellt werden. Der dreiteilige Instrumenteneinsatz hinter dem Lenkrad enthielt links die Kühlwassertemperatur- und Tankanzeige, in der Mitte Geschwindigkeits- und Kilometerstandanzeige einschließlich Tageskilometerzähler sowie rechts den Drehzahlmesser.
In der Mittelkonsole waren oben die Zusatzinstrumente für den Öldruck, eine Quarzuhr mit Analoganzeige und ein Voltmeter eingebaut. Darunter befanden sich der Zigarettenanzünder und die Warnanzeige für den Bremsbelagverschleiß und den Fahrersicherheitsgurt. Unter der Steuerung für die Lüftung und Heizung war der DIN-Einbauschacht für ein Stereo-Autoradio mit einem Lautsprecher vorn und zwei Lautsprechern hinten. In dem Armaturenbrett gab es auf der Beifahrerseite ein abschließbares Ablagefach.
Weitere Komfortfunktionen wie der Heckscheibenwischer und die Scheinwerferreinigungsanlage waren als Zusatzausstattung erhältlich. Nebelscheinwerfer konnten ebenso wie eine Anhängerkupplung gegen Aufpreis zusätzlich bestellt werden. Statt des auf Wunsch erhältlichen Schiebedachs gab es als Besonderheit ein ausstell- und herausnehmbares Dachteil aus Kunststoff, mit dem der Wagen in eine Targa-ähnliche Version umgewandelt werden konnte. Dieses laut Porsche „herausnehmbare Hubdach“ passte ausgebaut genau in den Kofferraum. Außerdem war eine Klimaanlage lieferbar.
1977 bot Porsche das Fahrzeug mit Schaltgetriebe oder einer Dreistufen-Automatik an. Beim Einbau der Klimaanlage entfiel das Voltmeter in der Mittelkonsole, an dessen Stelle saß die Quarzuhr, deren Platz für die Klimaanlagensteuerung genutzt wurde.
Ein Jahr später erhielt der 924 mehrere Verbesserungen. Die Karosserie wurde beidseitig feuerverzinkt und Porsche gab für die Bodengruppe sechs Jahre Garantie gegen Durchrostung. Zwei Druckspeicher und ein zusätzliches Magnetventil beseitigten die Startschwierigkeiten der Bosch-K-Jetronic bei warmem Motor. Auf Wunsch war der 924 mit einem sportlich abgestimmten ZF-Fünfgang-Schaltgetriebe ausgerüstet. Innen erhielten die Sitze einen neuen Bezugsstoff mit Fischgrätenmuster. Zusätzlich gab es einen Schalldämpfer mit ovalem Endrohr und einen größeren Wasserbehälter.
1979 wurde die 924-Baureihe durch ein leistungsfähigeres Modell, den Porsche 924 Turbo, erweitert. Serienmäßig breitere Felgen mit den Maßen 6J × 14 und 185/70-HR-14-Breitreifen werteten die Ausstattung der Wagen auf. Im nächsten Jahr entfiel das Viergangschaltgetriebe beim 924 zugunsten eines standardmäßigen Fünfganggetriebes. Das Jahr 1980 brachte Veränderungen im Innenraum. Das Fischgrätenmuster wurde durch drei neue Stoffvarianten abgelöst. Der Käufer hatte die Wahl zwischen Schottenkaro-, Nadelstreifen- und Pascha-Dekor. Um den 924 optisch und technisch ähnlich dem Turbo aufzuwerten, gab es ein Sportpaket mit Stabilisatoren und Koni-Stoßdämpfern an Vorder- und Hinterachse sowie innenbelüfteten Bremsscheiben vorn. Dazu kamen 6J×15-Vierloch-Leichtmetall-Kreuzspeichenräder von ATS mit 205/60-HR-15-Breitreifen sowie ein Dreispeichen-Lederlenkrad statt des Zweispeichenlenkrads. Zur optischen Abrundung waren die 924 mit Sportpaket mit dem Heckspoiler des Turbos ausgestattet. Um das gestiegene Sicherheitsbedürfnis der Kunden zu erfüllen, wurde eine Alarmanlage in das Zubehörprogramm aufgenommen. Zusätzlich wurde serienmäßig eine kontaktlose Transistorzündung und der Bremskraftverstärker vom 924 Turbo integriert.
1981 gehörte das Dreispeichen-Lederlenkrad zum Standard und der Schottenkaro-Sitzbezugsstoff wurde durch Stoff im Berber-Design ersetzt. In den vorderen Kotflügeln waren nun serienmäßig die seitlichen Blinkleuchten eingebaut, die bis dahin nur als Extra angeboten wurden. Das herausnehmbare Dachteil bestand statt aus Kunststoff ab diesem Jahr wie die Karosserie aus Stahlblech. Die noch vom Audi 100 stammenden Trommelbremsen an der Hinterachse wurden durch Scheibenbremsen ersetzt.
1982 wurde die Vermarktung aller Porsche-924-Modelle in den USA und Kanada zu Gunsten des Porsche 944 eingestellt. Der 924 Turbo wurde nur noch in Italien angeboten. Das Getriebe erhielt einen synchronisierten Rückwärtsgang.
In den folgenden Jahren 1983 bis 1984 erhielt der 924 noch einige wenige Aufwertungen wie zum Beispiel die serienmäßig montierte Heckabrisskante vom Turbo, Gasfedern an der Motorhaube und vier Innenraumlautsprecher. Im Innenraum ersetzte der sogenannte Porsche-Stoff den vorher verwendeten Berber-Stoffbezug. Die Stoffvarianten Nadelstreifen und Pascha waren weiterhin erhältlich.
Mitte 1985 lief die Produktion des Porsche 924 nach zehn Jahren Produktionszeit aus, da für das folgende Jahr das leistungsfähigere Modell Porsche 924 S vorgesehen war.

### 924 S (1986–1988)

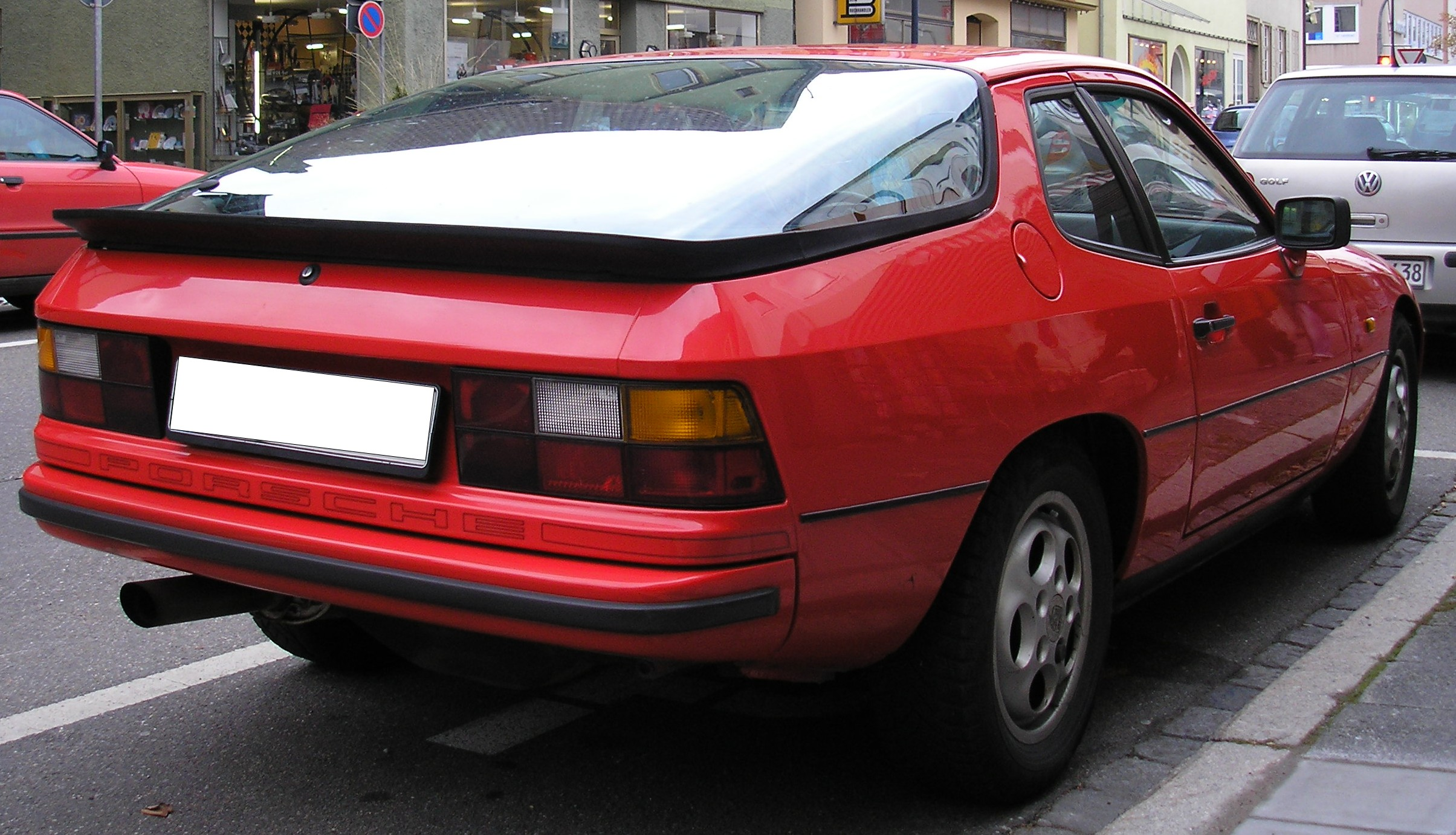
Heckansicht eines Porsche 924 S

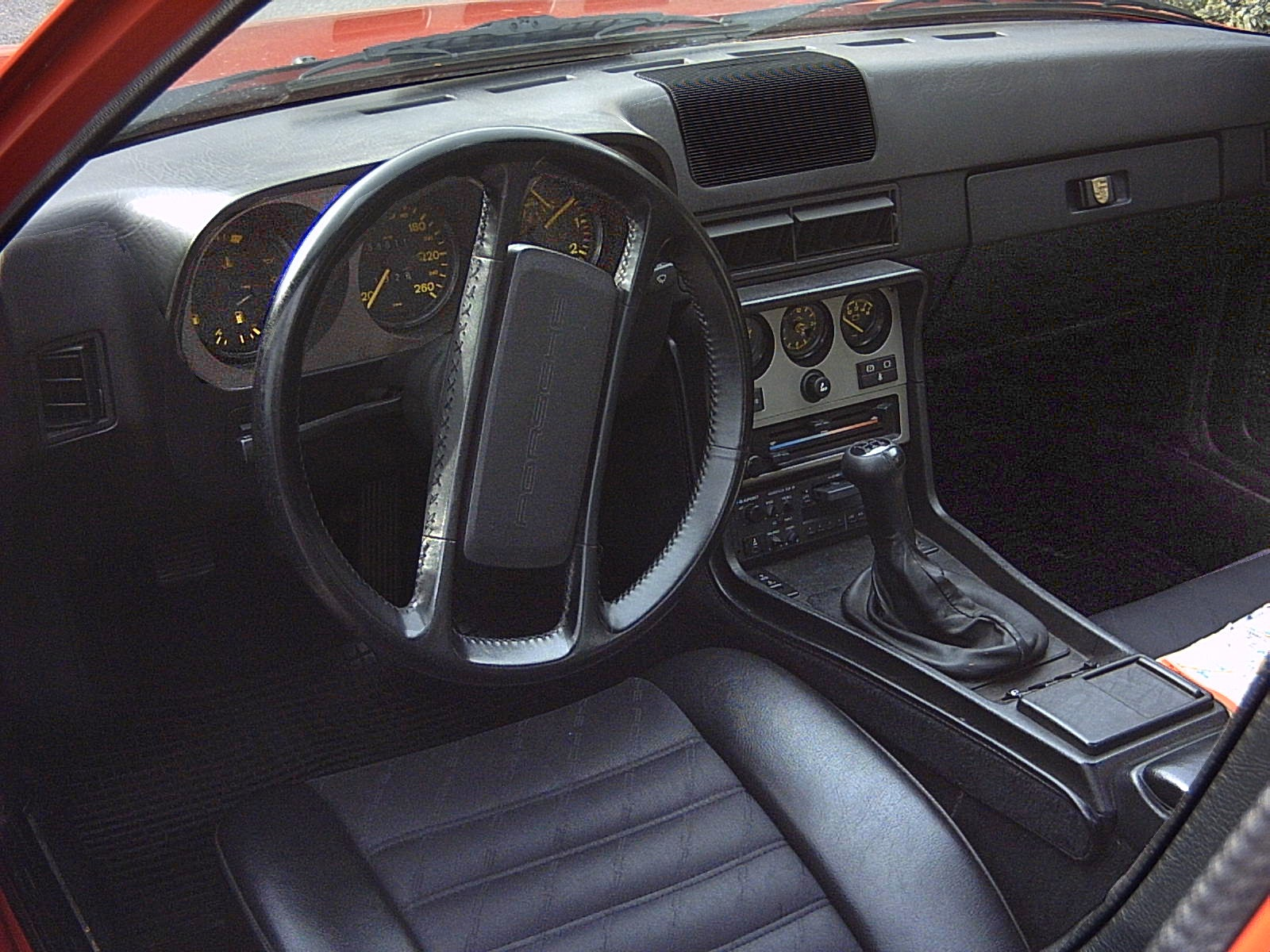
Innenansicht des Porsche 924 S

Zum Modelljahr 1986 löste der Porsche 924 S den mit mehr als 130.000 Exemplaren gebauten 924 ab. Gründe dafür waren zum einen strengere Abgasvorschriften im US-Markt, deren Erfüllung mit dem 2-Liter-Motor nur mit großem Aufwand möglich gewesen wäre, und zum anderen die Einstellung des Motortyps bei Audi wegen der rückläufigen Bestellmengen durch Porsche. Daher verringerte Porsche im 924 S die Verdichtung des 2,5-Liter-Vierzylindermotors aus dem Porsche 944 auf 9,7 : 1 wie im US-Modell. In dieser Version bot der Motor bei 5800/min eine Leistung von 110 kW (150 PS). Das Fahrzeug wiegt 1190 kg und erreicht eine Höchstgeschwindigkeit von 215 km/h. Für die Beschleunigung von Null bis 100 km/h benötigte der Wagen 8,5 s. Serienmäßig gab es ihn mit einem Fünfgang-Schaltgetriebe; wahlweise war ein Dreistufen-Automatikgetriebe erhältlich.
Das Fahrwerk und die Bremsanlage wurden ebenfalls mit entsprechender Anpassung vom 944 in den 924 S übernommen. Die Karosserie blieb dabei nahezu unverändert gegenüber dem Vorgänger, lediglich erhielt das neue Modell neue 6J×15-Leichtmetallräder im „Telefonwählscheibendesign“ mit 195/65-VR-15-Breitreifen.
Die Innenausstattung wurde unverändert vom 924 übernommen. 1986 hatte der 924 S einen Neupreis von 41.950 DM.
Im Jahr 1988 – kurz vor der Produktionseinstellung – wurde die Leistung des 924 S auf 118 kW (160 PS) bei 5900/min angehoben. Das maximale Drehmoment wurde von 190 auf 210 Nm erhöht.
Der Innenraum wurde durch eine geteilt umlegbare Rücksitzbank aufgewertet. Ein Vierspeichen-Lederlenkrad und die Ledermanschette für den Schaltknauf gehörten wie viele andere Details zur Serienausstattung.
Mit dem Ende der Produktion des 924 S am 1. August 1988 endete auch die 924-Baureihe.

### 924 TurboTyp 931(1979–1982)

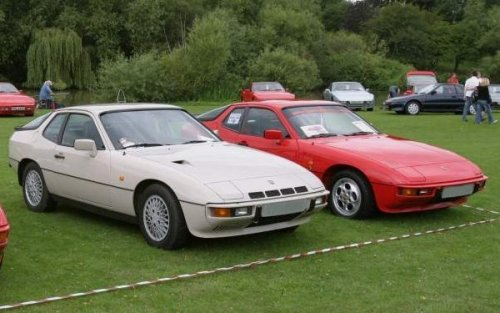
Porsche 924 Turbo (links) und Porsche 924 S

Die Verkaufszahlen des 924 waren gut, obwohl viele Kunden die für einen Sportwagen geringe Motorleistung bemängelten. Außerdem haftete an dem 924 der Makel mit einem Volkswagen-/Audi-Motor kein „reinrassiger“ Porsche zu sein. Mit dem 1979 eingeführten Porsche 924 Turbo (Werkscode 931) reagierte Porsche auf die Wünsche und wollte darüber hinaus die Vorurteile gegenüber dem Motor widerlegen.
Der Motor war weiterhin der 2-Liter-Vierzylindermotor aus dem 924. Porsche entwickelte einen neuen Zylinderkopf mit halbkugeligen Brennräumen und anders angeordneten Zündkerzen. Dazu kam ein KKK-Turbolader, der maximal 0,7 bar Ladedruck erzeugte. Der Motor leistete bei 5500/min maximal 125 kW (170 PS) und ermöglichte eine Beschleunigung von null auf 100 km/h in 7,8 Sekunden. Die Höchstgeschwindigkeit lag bei 225 km/h.
Das Fahrwerk, die Radaufhängung und die Bremsanlage wurden mit serienmäßigen Stabilisatoren, Koni-Stoßdämpfern und an der Vorderachse innenbelüfteten Bremsscheiben der Motorleistung angepasst und verbessert.
Äußerlich unterschied sich der Turbo deutlich von einem Standard-924 und unterstrich den Sportcharakter. In die Wagenfront zwischen den Scheinwerfern waren vier zusätzliche Lufteinlässe eingebracht. Die vordere Bugschürze hatte links und rechts neben dem Kennzeichen weitere Luftschlitze. Durch eine NACA-Öffnung rechts auf der Motorhaube konnte dem Turbolader genügend Luft zugeführt werden.
Um eine bessere Straßenhaftung an der Hinterachse zu erreichen, hatte der Wagen einen Heckspoiler aus Polyurethan. Die Serienbereifung bestand aus 185/70-VR-15-Breitreifen auf 6J×15-Fünfloch-Leichtmetall-Kreuzspeichenrädern von ATS, die gegen Aufpreis gegen 6J×16-Leichtmetall-Schmiederäder mit 205/55-VR-16-Reifen ausgetauscht werden konnten.
Der 924 Turbo konnte mit einer einfarbigen Uni- oder Metallic-Lackierung oder einer zweifarbigen Lackierung geliefert werden.
Die Innenausstattung war mit einem Dreispeichen-Lederlenkrad und einer Ledermanschette für den Schaltknauf reichhaltiger als beim 924. Die Sitze und Türtafeln waren mit dem Schottenkaro-Dekor, später mit dem Pascha-Dekor bezogen. Der Grundpreis des 924 Turbo lag bei rund 40.000 DM.
1981, zwei Jahre nach dem Verkaufsstart, wurde durch eine Erhöhung der Verdichtung von anfänglich 7,5 : 1 auf 8,5 : 1 und eine verbesserte Motorsteuerung die Motorleistung um 5 kW (7 PS) auf 130 kW (177 PS) angehoben. Damit erreichte der Wagen eine Höchstgeschwindigkeit von 230 km/h.
Im Juni 1982 endete nach vier Jahren die Produktion des 924 Turbo. Durch den 1981 eingeführten Porsche 944 hatte das Modell eine starke Konkurrenz erhalten, wodurch die Absatzzahlen zurückgingen.
Lediglich in Italien, wo der Turbo mit seinem 2-Liter-Motor wesentlich geringer besteuert wurde und daher noch attraktiv war, wurden noch bis 1984 Fahrzeuge verkauft.

### 924 Carrera GTTyp 937(1981)

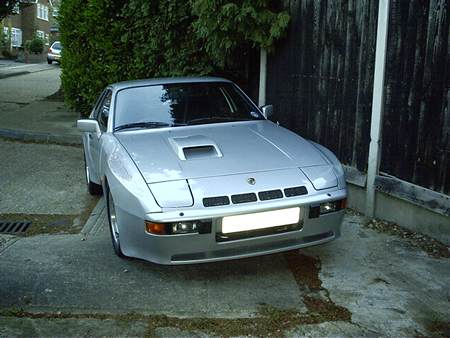
Vorderansicht eines Porsche 924 Carrera GT

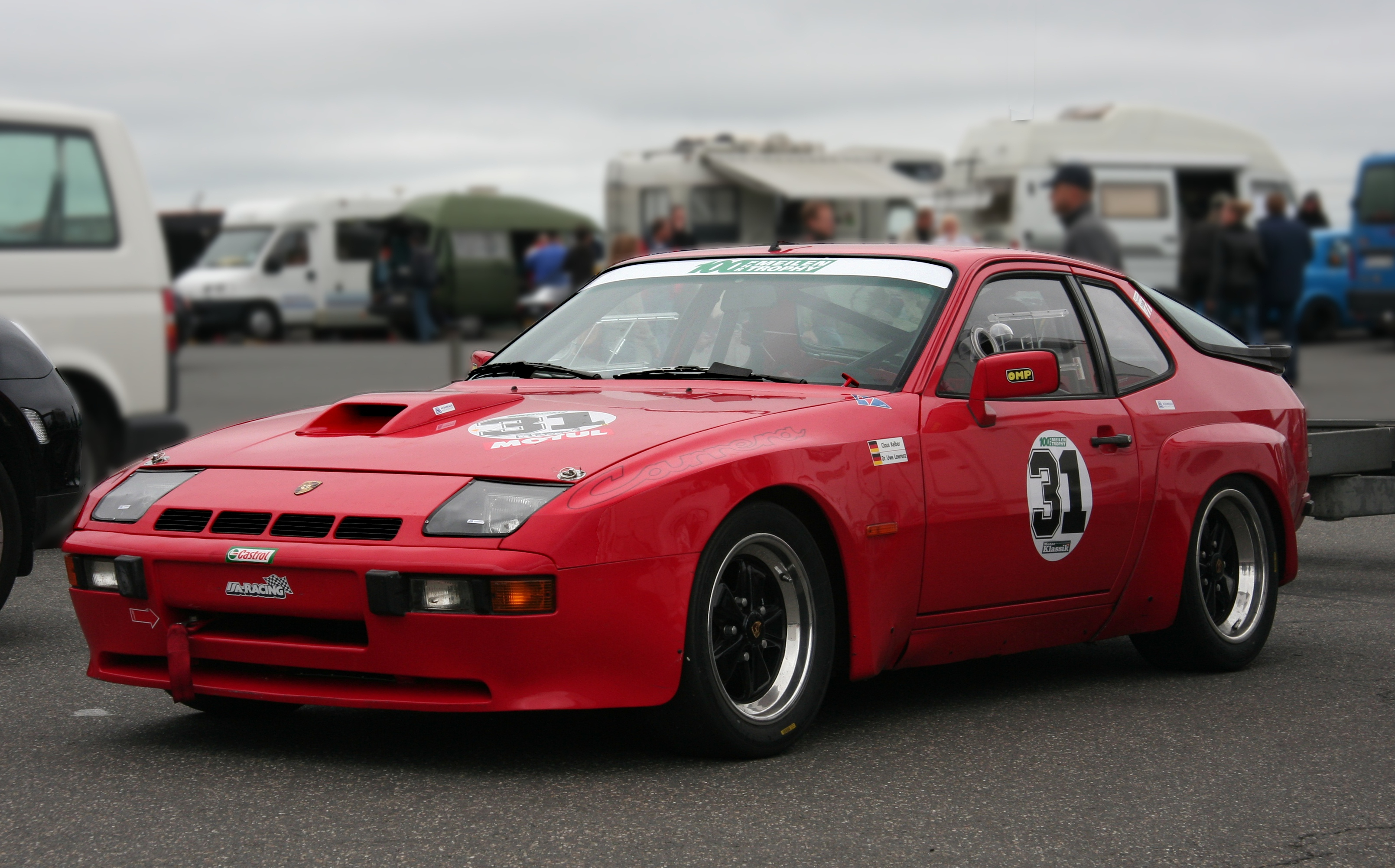
924 GTS beim Oldtimer Festival 2008 des DAMC 05

Der Prototyp des Porsche 924 Carrera GT (Werkscode 937) wurde 1979 auf der IAA in Frankfurt vorgestellt. Er sollte die Leistungsfähigkeit des 924 unterstreichen und gleichzeitig einen Ausblick auf die Karosserieform des geplanten Porsche 944 geben. Porsche betonte seinerzeit aber auch die relative Verbrauchswirtschaftlichkeit: Der Kraftstoffverbrauch lag trotz viel größerer Leistung kaum höher als beim 924er Basismodell ohne Aufladung. Im Stadtverkehr war er mit 12,4 l/100 km identisch, und bei konstant 120 km/h lag er mit 8,5 l/100 km nur um 0,4 l höher als beim 924er Basismotor.
Die Basis dieses Sportwagens bildete der 924 Turbo mit dem 2-Liter-Vierzylindermotor. Um die Motorleistung zu erhöhen, erhielt der Motor leichtere Schmiedekolben, gehärtete Nockenwellen und einen überarbeiteten Zylinderkopf mit einer von 7,5 : 1 auf 8,5 : 1 erhöhten Verdichtung. Der maximale Ladedruck des KKK-Turboladers wurde auf 0,75 bar angehoben und ein zusätzlicher Ladeluftkühler eingebaut. Die Motorsteuerung erfolgte über eine sogenannte Hartig-Zündung, die die Leistung weiter erhöhte. Der relativ günstige Kraftstoffverbrauch von im Schnitt rund 9,1 l auf 100 km ergab sich neben der Zündanlage und dem besseren Wirkungsgrad des Turbo-Motors auch aus den vorteilhaften Mitteln weiterer Leistungssteigerung durch vergrößerte Verdichtung und Drehzahlerhöhung. In dieser Version leistete der Motor 154 kW (210 PS) bei 6000/min. Die Höchstgeschwindigkeit lag bei 240 km/h und für die Beschleunigung von null auf 100 km/h benötigte das Fahrzeug 6,9 Sekunden.
Zur Motorleistung passend wurde ein überarbeitetes Getriebe eingebaut, das auf Wunsch durch ein Sperrdifferenzial ergänzt werden konnte. Um Gewicht zu sparen, griffen die Porsche-Entwickler auf den Motorsport zurück und gaben dem Wagen eine neue, leichte Abgasanlage.
Der Carrera GT hatte serienmäßig vorne und hinten geschmiedete 7J×15-Fuchsfelgen und 215/60-VR-15-Breitreifen. Gegen Aufpreis konnten stattdessen auch größere Räder mit den Felgendimensionen vorn 7J × 16 mit 205/55-VR-16-Bereifung und hinten 8J × 16 mit 225/50-VR-16-Bereifung bestellt werden.
Die Bremsanlage mit innenbelüfteten Scheibenbremsen war vom Porsche 911 Turbo 3.3 übernommen.
Die Karosserie des Wagens hatte vorne und hinten verbreiterte Kotflügel aus glasfaserverstärktem Kunststoff (GFK). Während die vorderen Kotflügel harmonisch in die Linienführung integriert waren und bereits die Form des 944 aufwiesen, waren die hinteren Kotflügel aufgesetzt. Ebenfalls waren die Bugschürze, die Seitenschweller und die auf der Motorhaube aufgesetzte Lufthutze aus GFK, um das Fahrzeuggewicht mit 1180 kg gering zu halten. Die Windschutzscheibe wurde mit der Karosserie bündig verklebt, um den cw-Wert von 0,34 trotz Kotflügelverbreiterungen beizubehalten.
Die Innenausstattung entsprach weitestgehend der des 924 Turbo und enthielt ein Dreispeichen-Lederlenkrad, einen Lederschaltknauf und mit schwarz-rotem Nadelstreifenstoff bezogene Sportsitze und Türtafeln. Als Sonderausstattung waren viele Extras wie z. B. eine Alarmanlage, ein Autoradio, elektrische Fensterheber, elektrische Außenspiegelverstellung, eine Klimaanlage usw. wählbar. Der Grundpreis für den Sportwagen lag bei ca. 60.000 DM.
Der Porsche 924 Carrera GT wurde nur 1981 in einer Auflage von 400 Exemplaren gebaut, von denen 200 in Deutschland verkauft wurden. Da das Fahrzeug die strengen Abgasvorschriften in den USA nicht erfüllte, durfte es dort nicht verkauft werden. Mit den sechs Prototypen zusammen ergibt sich eine Gesamtzahl von 406 gebauten Carrera GT.
Der Wagen diente als Grundlage für die Entwicklung der Rennwagenmodelle Carrera GTS, GTP und GTR, die Anfang der 1980er-Jahre erfolgreich in Rennen der Sportwagen-Weltmeisterschaft wie z. B. dem 24-Stunden-Rennen von Le Mans eingesetzt wurden.

## Sondermodelle
Porsche brachte von 1977 bis 1988 verschiedene Sondermodelle des 924 heraus, die sich von den serienmäßigen Fahrzeugen durch eine besonders reichhaltige und zum Teil einmalige Ausstattung abhoben. Die meisten Sondermodelle wurden weltweit verkauft, einige waren einem speziellen Markt vorbehalten.

### 924 Weltmeisterschaftsmodell (1977)

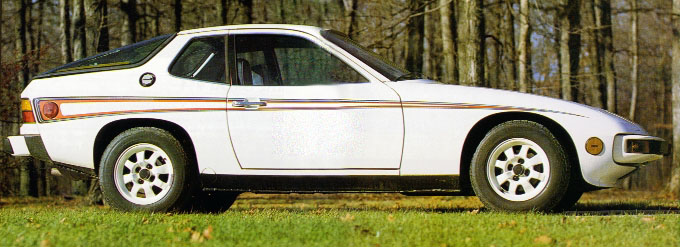
Seitenansicht des 924er Sondermodells Weltmeisterschaftsedition mit den Martini-Racing-Streifen

Das limitierte Sondermodell, manchmal auch 924 Martini-Porsche genannt, wurde anlässlich der beiden Siege in der Sportwagen-Weltmeisterschaft aufgelegt, die Porsche 1976 mit dem 935 in der Gruppe 5 und mit dem 936 in der Gruppe 6 erreichte. Der Wagen war Grand-Prix-Weiß lackiert und hatte seitliche Zierstreifen in den Farben des damaligen Porsche-Sponsors Martini. Er hatte weiß lackierte 6J×14-Räder mit Breitreifen der Dimension 185/70 HR 14 sowie Stabilisatoren vorn und hinten.
Ferner war er mit einem Lederlenkrad, schwarzem Kunstlederinterieur mit hellroten Teppichen und ebenfalls hellroten Einlagen in den Sitzbezügen ausgestattet. Auf der Mittelkonsole war eine Plakette mit den Jahren der gewonnenen Weltmeisterschaften (1969/1970/1971/1976) angebracht. Der Wagen wurde serienmäßig mit einer Stereoanlage (zwei Lautsprecher hinten und einer vorne) ausgeliefert.
Das Modell hatte eine Auflage von 1000 Stück für Europa und 2000 Stück für die USA.

### 924 Limited Edition (1978 – nur USA)
Das ausschließlich in den USA verkaufte Sondermodell war dolomitengraumetallic lackiert mit einem seitlichen silber-schwarzen Zierstreifen. Es hatte 6J×14-Leichtmetallräder mit Breitreifen der Dimension 185/70 HR 14 und Stabilisatoren vorne und hinten. Vorn hatte der Wagen Teilleder-Sportsitze und hinten Teilledersitze mit schwarz-weißen Veloursitzeinlagen im Pascha-Design. Es gab ein Zweispeichen-Lederlenkrad und eine Ledermanschette für den Schaltknauf (nur beim Viergang-Schaltgetriebe). Zusätzlich war das Modell mit einer Stereoanlage mit zwei Lautsprechern hinten und einem Lautsprecher im Armaturenbrett, Nebelscheinwerfern und auf Wunsch mit einem herausnehmbaren Dachteil ausgestattet.
1800 Fahrzeuge wurden in dieser Version hergestellt.

### 924 Sebring 79 (1980 – nur USA)
Als Erinnerung an den Sieg eines Porsche 935 beim 12-Stunden-Rennen von Sebring 1979 in der IMSA-GT-Meisterschaft legte Porsche für den US-Markt ein Sondermodell auf, mit indischroter Lackierung, Sebring-79-Schriftzügen auf den vorderen Kotflügeln und Zierstreifen in Gelb/Rot/Schwarz/Weiß an den Flanken. Auf der Motorhaube war ein großer weißer 924-Schriftzug aufgeklebt. Der Wagen wurde serienmäßig mit schwarz lackierten Aluminiumrädern und Breitreifen der Größe 185/70 HR 14 ausgeliefert.
Das Interieur war schwarz mit rot-blauen Schottenstoffeinlagen an den Sitzen und Türtafeln. Wie der 924 Turbo hatte der Wagen ein Vierspeichen-Lederlenkrad und ein Fünfgang-Getriebe. Wahlweise war statt des Schaltgetriebes eine Dreistufen-Automatik lieferbar. Zur Ausstattung gehörten außerdem ein herausnehmbares Dachteil, eine Stereoanlage, bestehend aus zwei Lautsprechern hinten und einem Lautsprecher im Armaturenbrett, elektrisch beheizbare und verstellbare Außenspiegel und Nebelscheinwerfer.
Das Modell hatte eine Auflage von 1292 Stück.

### 924 Le Mans (1980)

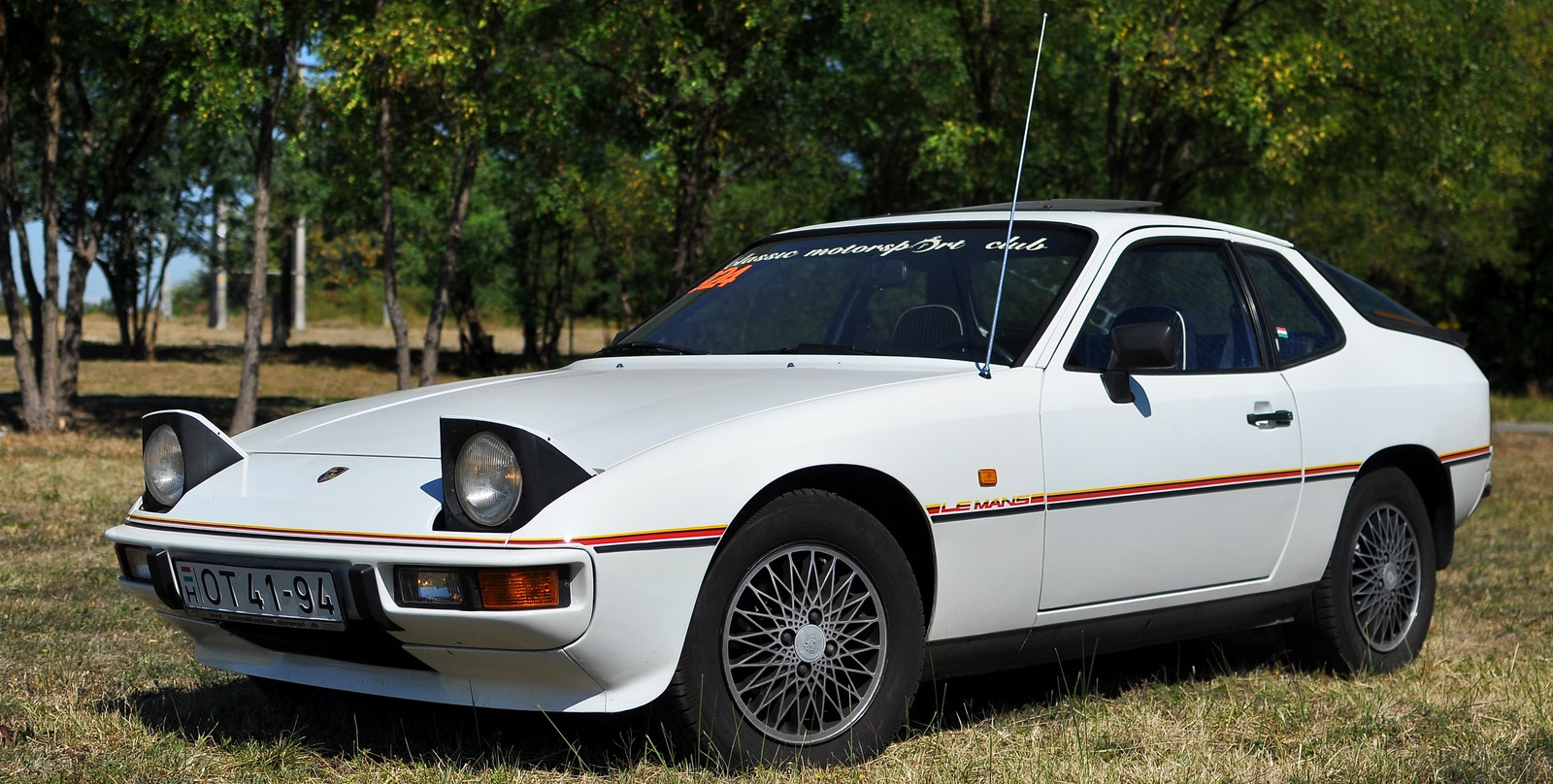
Porsche 924 Le Mans

Dieses Sondermodell war dem 24-Stunden-Rennen von Le Mans, bei dem Porsche bis 1979 außer fünf Gesamtsiegen auch zahlreiche Klassensiege erringen konnte, und dem neu entwickelten Rennwagen 924 Carrera GTP, der 1980 in Le Mans eingesetzt wurde, gewidmet.
Das Fahrzeug war alpinweiß lackiert und hatte rundum schmale gelb/schwarz/rote Zierstreifen und weiße Keder. Auf den vorderen Kotflügeln waren Le-Mans-Schriftzüge aufgeklebt. Der Wagen hatte einen vom 924 Turbo entnommenen Heckspoiler und ein als Sonderausstattung erhältliches herausnehmbares Dachteil. Standard waren 6J×15-ATS-Kreuzspeichenräder im Turbo-Look und Breitreifen in der Dimension 205/60 HR 15 sowie Stabilisatoren vorne und hinten. Innen wurde der Wagen durch ein 36 cm durchmessendes Vierspeichen-Lederlenkrad, eine Ledermanschette für den Schaltknauf und schwarzes Kunstleder mit schwarz/weißen Nadelstreifenstoffeinsätzen in den Sitzen aufgewertet. An den Schwellerleisten waren 924-Schriftzüge aufgebracht.
Das Modell hatte eine Auflage von 1030 Fahrzeugen. Es konnte mit sämtlichen lieferbaren Extras zusätzlich individualisiert werden.

### 924 50 Jahre Porsche (1981)
Anlässlich des 50-jährigen Firmenjubiläums brachte Porsche diese Sonderserie in einer Auflage von etwa 600 Porsche 924 in der Farbe Zinnsilber heraus. Außen unterschied sich das Fahrzeug vom Serienmodell durch einen Heckspoiler des 924 Turbo und die Leichtmetall-Kreuzspeichenräder von ATS in der Dimension 6J × 15 mit 205/60-HR-15-Breitreifen. Statt mit Klarglas wurde der Wagen mit getönten Scheiben ausgestattet. Das Modell hatte serienmäßig elektrisch verstellbare und beheizbare Außenspiegel.
Die Innenausstattung war sehr umfangreich und hochwertig. Die Teilledersitze waren mit schwarz-silbernen Nadelstreifensitzeinlagen bespannt. In die Kopfstützen der Vordersitze war ein „Ferry Porsche“-Schriftzug eingestickt. Der Stoff der Türtafeln entsprach den Sitzen. Ein Vierspeichen-Lederlenkrad, elektrische Fensterheber, ein Stereoradio mit einer Kassettenablage rundeten die Ausstattung ab.
Ein herausnehmbares Dach konnte als Sonderausstattung bestellt werden.
Neben dem 924 wurden auch 140 Porsche 928 und 200 Porsche 911 SC in Meteormetallic in dieser Sondermodell-Variante angeboten.

### 924 Weissach (1981 – nur USA)
Dieses Sondermodell in Anlehnung an das Porsche-Entwicklungszentrum in Weissach brachte Porsche nur in den USA heraus. Der Wagen war in Platinmetallic lackiert und hatte ATS-Leichtmetallräder im Kreuzspeichendesign mit 205/60-HR-15-Breitreifen. Das Fahrwerk war mit Sportstoßdämpfern und einem stärkeren vorderen Stabilisator sportlich ausgelegt.
Am Heck waren ein Scheibenwischer und der Spoiler vom 924 Turbo montiert. Zur serienmäßigen Ausstattung des Wagens gehörten ferner elektrisch verstellbare beheizbare Außenspiegel, ein herausnehmbares Dach, mit beige-weißem Stoff bezogene Sportsitze und Türtafeln, ein Dreispeichen-Lederlenkrad und ein Lederschaltknauf, elektrisch betätigte Fensterheber sowie eine Klimaanlage einschließlich einer größeren 63-Ah-Batterie.
Das Modell hatte eine Auflage von 400 Stück.

### 924 Turbo (1984 – nur Italien)
Der Serien-924-Turbo war nach seiner Einführung 1979 bereits 1982 wieder vom Markt genommen worden, da der Porsche 944 mit ähnlich starker Motorisierung und sportlicherer Optik auf mehr Käuferinteresse stieß.
Lediglich in Italien, wo wegen der Steuergesetzgebung die Aufwendungen für Fahrzeuge mit einem Hubraum von mehr als zwei Litern nicht von der Steuer abgesetzt werden konnten, fand der Turbo mit seinem 2-Liter-Motor viele Käufer. Daher wurde der 924 Turbo auch nach 1982 weiter für den italienischen Markt gefertigt. Ab 1984 plante Porsche jedoch die Produktion des Turbos komplett einzustellen.
Kurz vor dem Produktionsende im Herbst 1983 wurde eine letzte Auflage von 88 speziellen Fahrzeugen für den italienischen Markt hergestellt. Alle Exemplare waren in Zermattsilbermetallic lackiert und hatten schwarzes Kunstlederinterieur. Die Sitze waren mit anthrazitgrau/weinrotem sogenanntem Porsche-Stoff bezogen, in den diagonal in regelmäßigen Abständen der weinrote Schriftzug Porsche eingewebt war.

### 924 S Exklusiv-Modell (1988)
Zum Ende der 924er-Produktion legte Porsche ein Sondermodell des 924 S auf. Dieses Exklusiv-Modell konnte in den Lackierungen Alpinweiß oder Schwarz bestellt werden. In England waren zusätzlich bei weißer Lackierung Zierstreifen in Ockergelb/Grau und bei schwarzer Lackierung türkisfarbene Zierstreifen mit Le-Mans-Schriftzug an den Seiten angebracht. Daher wurde dieses Sondermodell inoffiziell auch „Le Mans“ genannt.
Allen Modellen gemeinsam waren der 2,5-Liter-Motor mit 118 kW (160 PS), die in Wagenfarbe lackierten Leichtmetallräder im „Telefonwählscheibendesign“, ein Sportfahrwerk, das den Wagen 10 mm absenkte, Flankenschutzleisten in Wagenfarbe, Spritzschutzecken und ein elektrisch zu öffnendes und manuell herausnehmbares Targadach. Zur Innenausstattung gehörten ein Vierspeichen-Lederlenkrad mit 36 cm Durchmesser und Sportsitze mit Flanellstoffbezügen. Der gleiche Stoffbezug wurde bei den Türtafeln verwendet. Der Neupreis betrug 52.950 DM.
Das Fahrzeug wurde 250-mal für den deutschen Markt und 230-mal für den Export in alle Welt produziert. Im US-Markt war dieses Modell nur mit geänderter Ausstattung als 924 S Special Edition erhältlich.

### 924 S Special Edition (1988 – nur USA)
Dieses Sondermodell wurde nur in den USA zeitgleich mit dem 924 S Exklusiv-Modell vermarktet. Der Wagen war schwarz lackiert und im Vergleich zum Exklusiv-Modell mit weniger Extras ausgestattet. Die Ausstattung beschränkte sich auf das Sportfahrwerk und die mit grau/bordeauxfarbenem Flanellstoff bezogenen Sportsitze. In der Werbung stellte Porsche die reduzierte Serienausstattung als Maßnahme zur Steigerung der Sportlichkeit des Wagens heraus: „Wir lassen die elektrischen Fensterheber, die Kassettenbox und die elektrischen Spiegel weg, damit Sie noch mehr Freude an der Agilität des 924 S haben!“
Es wurden 500 Fahrzeuge in dieser Version ausgeliefert.

## Sonderaufbauten

### Kombi
1981 legte das in Hannover ansässige Tuningunternehmen Artz eine Kleinauflage von 20 zum Kombi umgebauten Porsche 924 auf. Grundlage bildete der Porsche 924 Turbo mit dem 125 kW (170 PS) leistenden Turbomotor.
Das Heck wurde zum Kombi umgebaut, die Fahrzeugfront erhielt die Form des 924 Carrera GT. Der Wagen wog rund 1305 kg und beschleunigte von null bis 100 km/h in 7,3 Sekunden.
Der sogenannte Porsche 924 Turbo Kombi kostete neu 62.780 DM.

### Offene Versionen
In den 1970er- und 1980er-Jahren boten verschiedene Karosseriebauer wie z. B. die Bieber Cabrio GmbH in Borken Cabrio-Umbauten des Porsche 924 an. Den Umbau konnte der Käufer selbst durchführen oder den Anbieter damit beauftragen. Im Falle eines selber durchgeführten Umbaus erhielt der Käufer nur den Cabriolet-Umbausatz; die Kosten dafür beliefen sich in den 1980er-Jahren auf rund 5000 DM. Für die Umbauarbeiten wurden 1000 DM zusätzlich zum Bausatz berechnet.

### Polizeifahrzeug

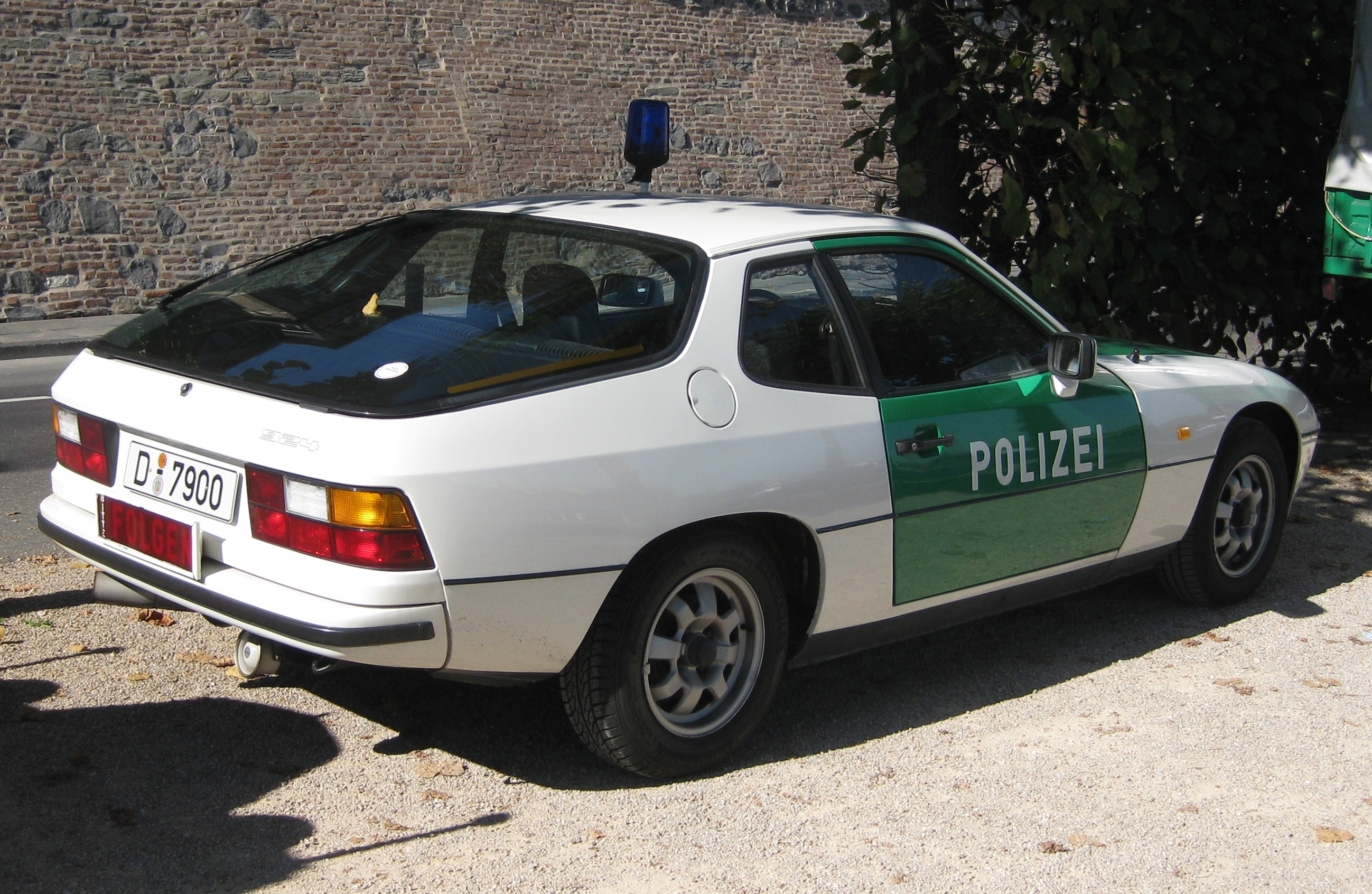
Von der Polizei NRW ehemals eingesetzter Porsche 924

Ende der 1970er- bis Mitte der 1980er-Jahre setzte das Land Nordrhein-Westfalen mehrere Porsche 924 bei der Autobahnpolizei ein. Die Fahrzeuge hatten die typische weiß-grüne Außenlackierung, ein auf dem Dach montiertes Blaulicht, ein Martinshorn und am Heck unter dem Nummernschild eine elektronische Anhaltesignaltafel zum Einblenden von Hinweisen.
Die Fahrzeuge sind nicht mehr im aktiven Einsatz. Nur einige werden noch als fahrbereite Ausstellungsstücke bewegt.

## Motorsport
Auf Basis des 924 Carrera GT entwickelte Porsche für den Motorsporteinsatz drei Rennwagen-Varianten.

### 924 Carrera GTPTyp 939(1980)

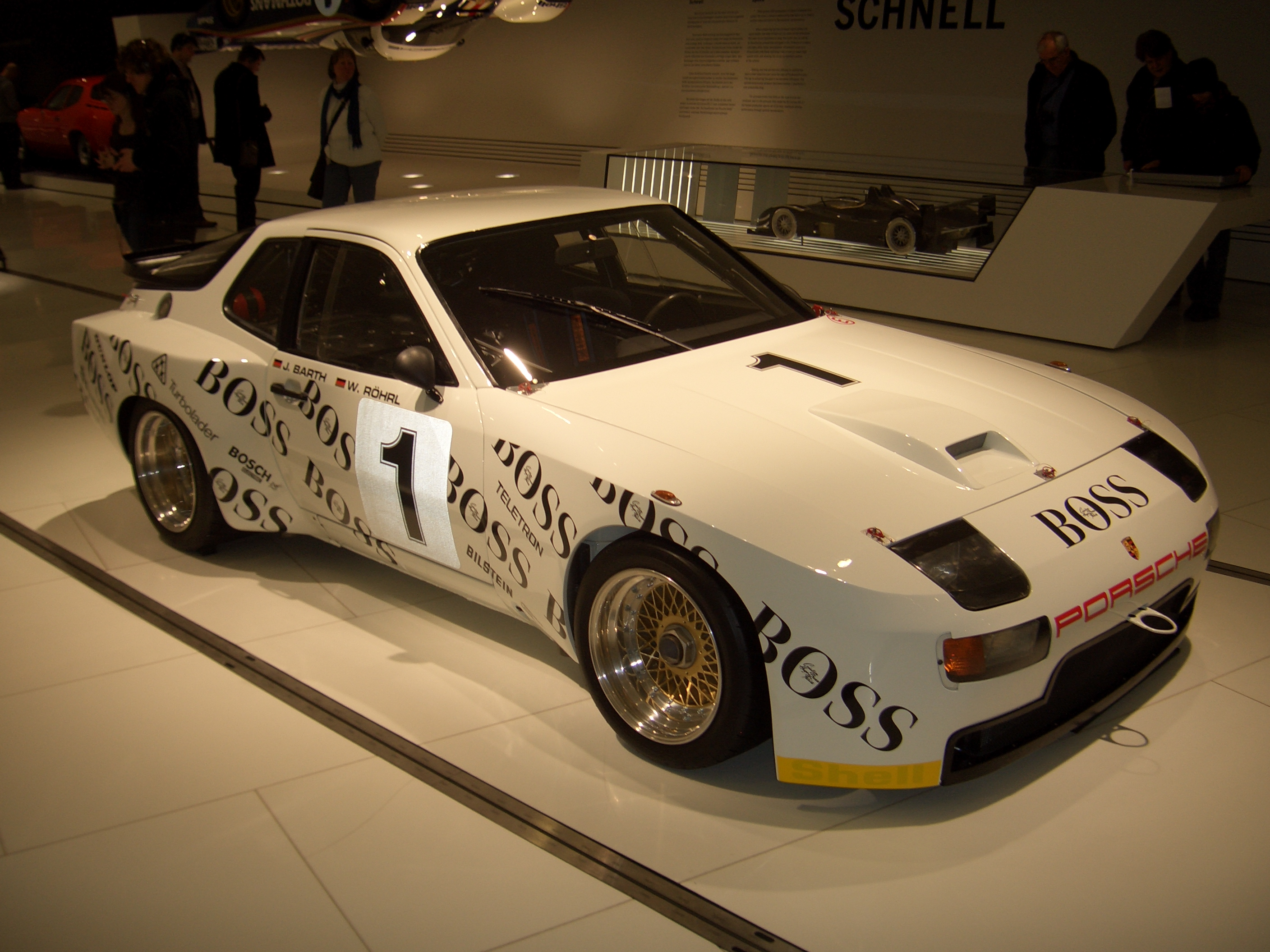
Porsche 924 Carrera GTP, 1981 als Porsche 944 GTR „Le Mans“ mit einem 2,5 l-Motor vom Porsche 944 in Le Mans eingesetzt.

Der Carrera GTP war ein Rennwagen, den Porsche speziell für das 24-Stunden-Rennen von Le Mans entwickelte. Grundlage für die Entwicklung war der Carrera GT mit dem 2,0-Liter-Turbomotor. Bei unverändertem Hubraum wurde durch diverse Änderungen am Motor und an der Turboaufladung eine Leistung von 235 kW (320 PS) bei 7000/min erreicht. Damit der Motor standfest blieb, reduzierten die Entwickler die Verdichtung von 8,5 : 1 auf 7,1 : 1.
Die Karosserie des Carrera GTP war 10 mm breiter und 14 mm länger als die des Carrera GT. Auffällig war besonders die Heckpartie mit großem Spoiler und Abrisskanten an den hinteren Kotflügelverbreiterungen. Die Karosserie war durch ein neues Fertigungsverfahren besonders verwindungssteif und konnte doppelt so steif wie beim Porsche 935 ausgelegt werden. Das Gewicht betrug insgesamt nur 930 kg.
Die Karosserieform diente in abgewandelter Form als Grundlage für den 1981 eingeführten Porsche 944.
Mit den 924 Carrera GTP wollte Porsche Erfahrungen für die Klassen des SCCA-Reglements sammeln, in denen sich das Unternehmen künftig betätigen wollte.
Beim 24-Stunden-Rennen von Le Mans 1980 fuhr der 924 Carrera GTP mit Jürgen Barth und Manfred Schurti auf den 6. Platz in der Gesamtwertung und den 3. Platz in der GTP-Klasse. Die beiden anderen gestarteten Carrera GTP erreichten die Plätze 12 und 13. Danach wurde der Carrera GTP nicht weiter in Rennen eingesetzt.
1981 baute Porsche in die Karosserie eines Carrera GTP den turboaufgeladenen 2,5-Liter-Motor eines Porsche 944 ein. Der Motor leistete 301 kW (410 PS) bei 6500/min. Beim 24-Stunden-Rennen von Le Mans erreichte dieser Porsche 944 GTR „Le Mans“ genannte Wagen den 7. Platz in der Gesamtwertung.

### 924 Carrera GTRTyp 939(1981)

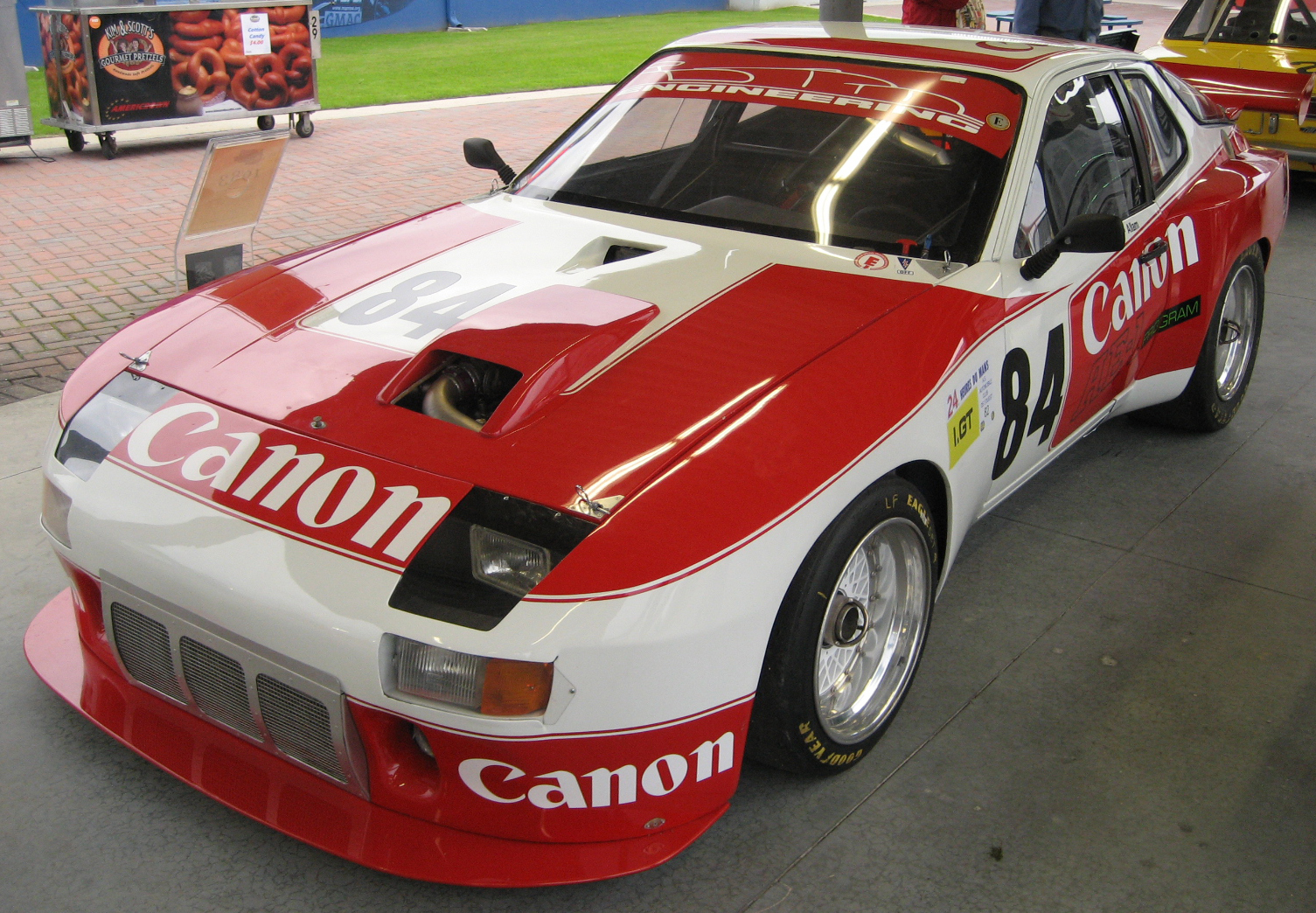
Porsche 924 Carrera GTR

Der 1981 ausgelieferte Carrera GTR war die homologierte Rennversion, die auf Grundlage des Carrera GTP entwickelt wurde. Er hatte ebenfalls einen 2,0-Liter-Turbomotor, der bei 6500/min eine Leistung von 276 kW (375 PS) abgab.
Die Karosserie der 19 produzierten Rennwagen unterschied sich teilweise vom GTP. Die hinteren Kotflügel hatten keine gerade verlaufende Abrisskante und bildeten ähnlich wie beim 924 Carrera GT einen bündigen Übergang zu den Heckleuchten.
Der Wagen wurde zum Nettopreis von 180.000 DM an private Rennfahrer verkauft. Porsche setzte einen GTR im 24-Stunden-Rennen von Le Mans 1981 ein. Obwohl der von Manfred Schurti und Andy Rouse gefahrene Wagen wegen eines Ventildefekts rund 8 der 24 Stunden mit nur drei funktionierenden Zylindern das Rennen bestritt, erreichte das Werksrennteam den elften Platz in der Gesamtwertung und den IMSA-GTO-Klassensieg.
Darüber hinaus setzen auch private Teams den Carrera GTR in der Sportwagen-Weltmeisterschaft 1981 und 1982 ein.

### 924 Carrera GTSTyp 937(1981)

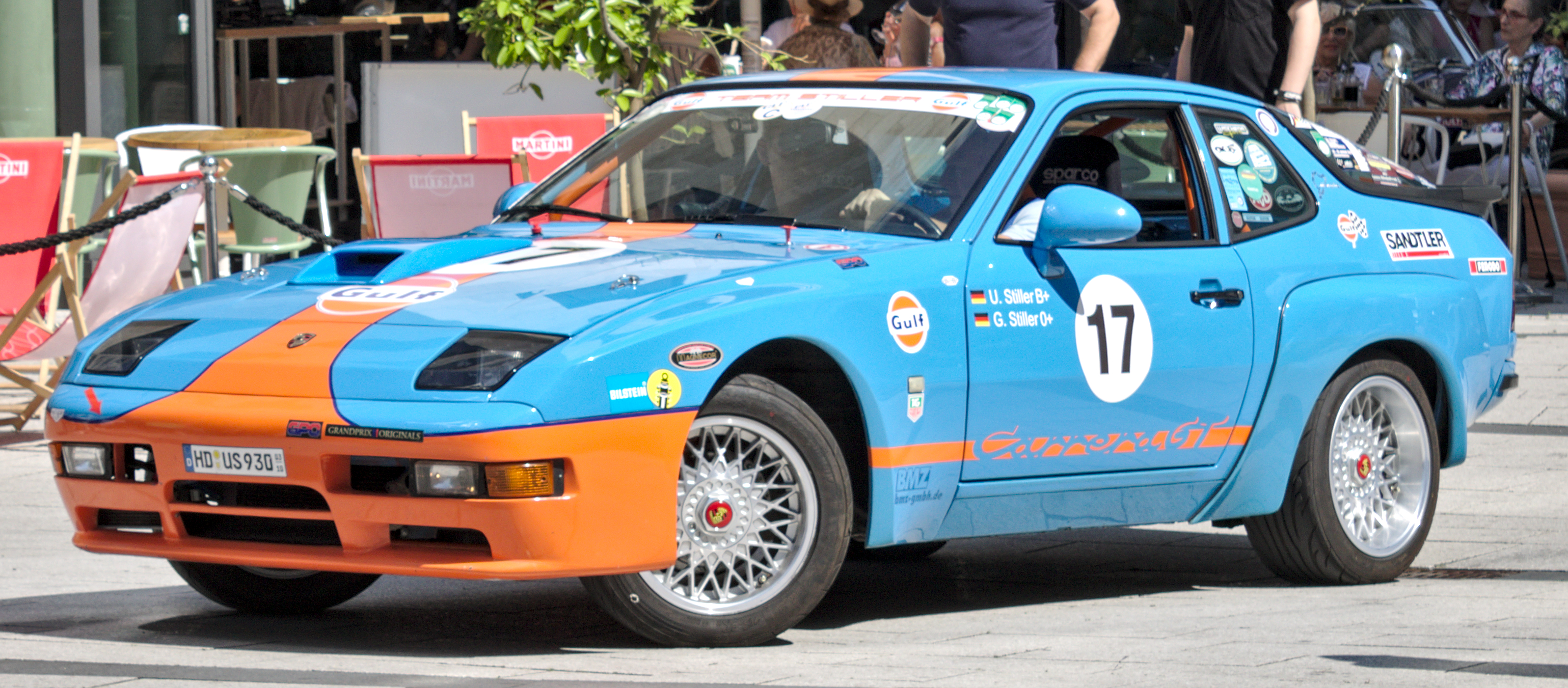
Porsche 924 Carrera GTS

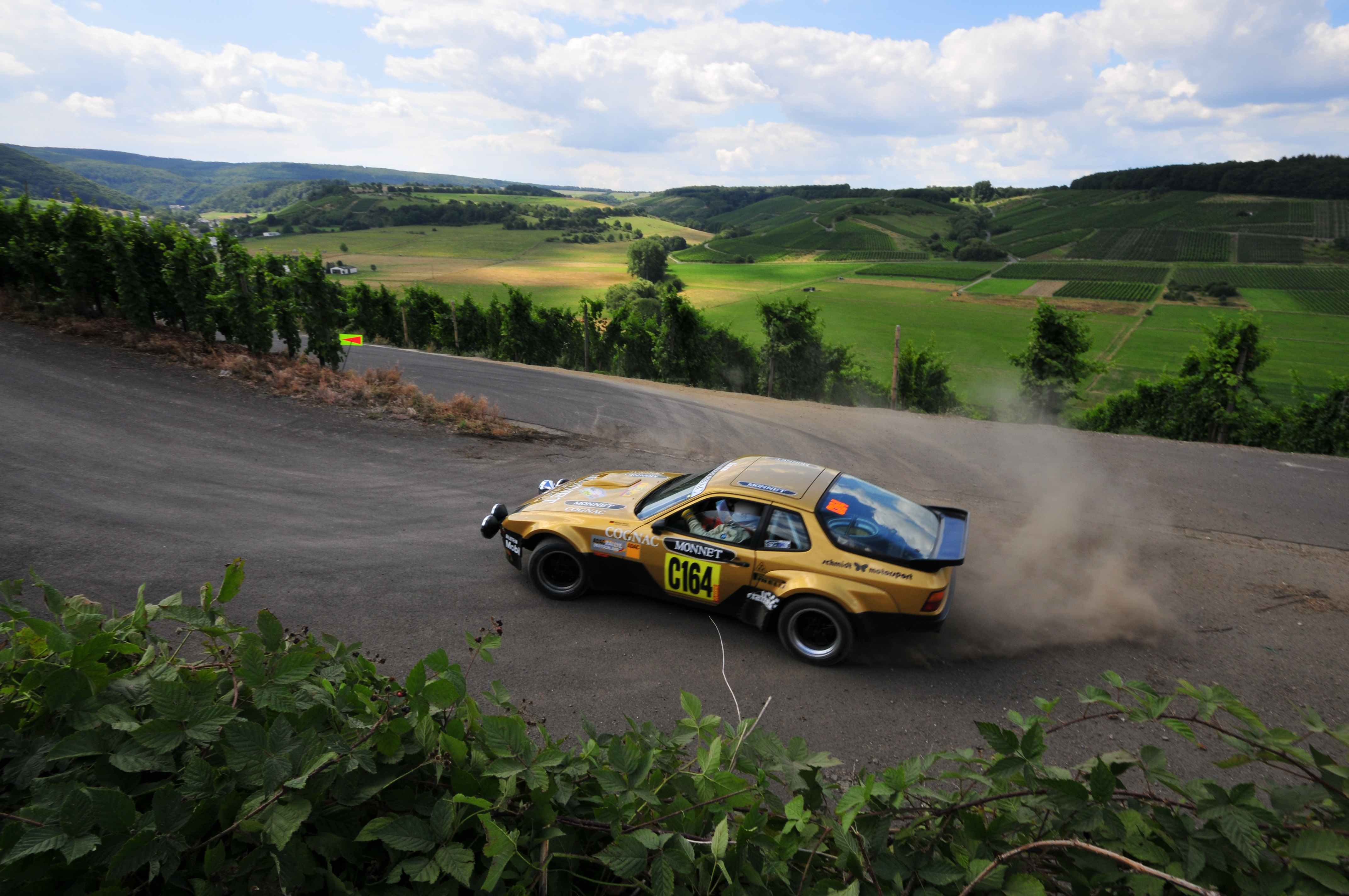
Der von Walter Röhrl 1981 gefahrene 924 Carrera GTS während der Deutschland-Rallye 2008

Der Carrera GTS war ein weiterer Rennwagen auf Basis des Carrera GT und wurde 1981 für den privaten Rennsporteinsatz entwickelt. Wie beim GTP und GTR war der Motor ein turboaufgeladener 2,0-Liter-Vierzylinder. Die Verdichtung wurde auf 8,0 : 1 begrenzt und der Ladedruck von 0,75 auf 1,0 bar erhöht. Dieser Motor leistete 180 kW (245 PS) bei 6250/min.
Das Gewicht wurde gegenüber dem GT um ca. 50 kg auf 1121 kg reduziert. Dies war durch den Wegfall von Dämpfungsmaterial, den Verzicht auf eine komfortable Innenausstattung und den Einsatz von leichten Materialien an der Karosserie erreicht worden. Der Innenraum war nur mit schwarzem Nadelfilz ausgelegt und statt Seriensitzen wurden Rennsitze aus dem Porsche 935 eingesetzt. Auf Wunsch konnte das Fahrzeug mit einer Innenausstattung des Carrera GT geliefert werden. Die Türen, die Motorhaube, die Bugschürze und die Kotflügelverbreiterungen waren aus leichtem glasfaserverstärkten Kunststoff. An die Stelle der Klappscheinwerfer traten fest eingebaute Scheinwerfer, die durch eine Kunststoffabdeckung geschützt waren.
Wahlweise war eine Komfortausstattung erhältlich. In dieser Version wurden die Türen mit elektrischen Fensterhebern sowie die Sportsitze und die Mittelkonsole einschließlich Radio aus dem Carrera GT eingebaut. Insgesamt wurde der Wagen nur zweimal in dieser Konfiguration bestellt.
Die Bremsanlage und die Räder mit den Felgendimensionen 7J × 16 an der Vorder- und 8J × 16 an der Hinterachse stammten vom Porsche 911 Turbo.
Der Preis eines 924 Carrera GTS betrug 110.000 DM.
Porsche bot den Wagen auch in einer Clubsport-Version an, die mit 1.060 kg nochmals rund 60 kg leichter als der Standard-GTS war. Durch Modifikationen am Motor, wie z. B. der Erhöhung des Ladedrucks auf rund 1,1 bar, stieg die Leistung auf 199 kW (270 PS) an. Das Fahrzeug war werksseitig tiefergelegt und hatte links- und rechtsseitig aerodynamisch gestaltete Sport-Außenspiegel. In der Fahrgastzelle war ein Überrollkäfig aus Aluminium eingebaut. Zur weiteren Sicherheitsausstattung gehörten 6-Punkt-Gurte, ein Feuerlöscher sowie Notausschalter für die Elektrik. Dieser Wagen kostete neu 122.091 DM.
Vom Porsche 924 Carrera GTS wurden die insgesamt 59 Fahrzeuge ausschließlich in der Farbe Indischrot hergestellt, von denen 44 in der Standard- und 15 in der Clubsport-Version ausgeliefert wurden. Der Wagen konnte über eine TÜV-Einzelabnahme entsprechend der StVZO für den Straßenverkehr zugelassen werden.
Der 924 Carrera GTS war nach den Vorgaben der Gruppe 4 aufgebaut und konnte so in Rallye- wie auch in Rundstreckenrennen eingesetzt werden. Private Teams fuhren den Rennwagen in der Sportwagen-Weltmeisterschaft unter anderem 1983 im 1000-km-Rennen auf dem Nürburgring.
1981 fuhren Walter Röhrl und sein Copilot Christian Geistdörfer für das Monnet-Porsche-Team einen für den Rallye-Einsatz ausgerüsteten Carrera GTS in mehreren Rallyes. In der Deutschen Rallye-Meisterschaft fuhr der Wagen bei seiner Premiere in der Metz-Rallye auf den 2. Platz. In den darauf folgenden Hessen-Rallye, Serengeti-Safari-Rallye, Vorderpfalz-Rallye und Sachs-Rallye erreichten sie mit dem 924 jeweils den Sieg.

### Die Ergebnisse 1980 bis 1984

#### 924er Ergebnisse 1980
| Sportwagen-Weltmeisterschaft 1980 | Sportwagen-Weltmeisterschaft 1980 | Sportwagen-Weltmeisterschaft 1980 | Sportwagen-Weltmeisterschaft 1980 | Sportwagen-Weltmeisterschaft 1980 | Sportwagen-Weltmeisterschaft 1980 |
| Rennen                            | Rennen                            | Rennen                            | Rennen                            | Rennen                            | Rennen                            |
| Pos.                              | Nr.                               | Team                              | Fahrer                            | Chassistyp                        | Motortyp                          |
| --------------------------------- | --------------------------------- | --------------------------------- | --------------------------------- | --------------------------------- | --------------------------------- |
| 24-Stunden-Rennen von Le Mans     |                                   |                                   |                                   |                                   |                                   |
| 6                                 | 4                                 | Porsche System Engineering        | Jürgen Barth Manfred Schurti      | 924 Carrera GTP                   | 2,0 l                             |
| 12                                | 2                                 | Porsche System Engineering        | Andy Rouse Tony Dron              | 924 Carrera GTP                   | 2,0 l                             |
| 13                                | 3                                 | Porsche System Engineering        | Derek Bell Al Holbert             | 924 Carrera GTP                   | 2,0 l                             |

#### 924er Ergebnisse 1981
| Sportwagen-Weltmeisterschaft 1981  | Sportwagen-Weltmeisterschaft 1981 | Sportwagen-Weltmeisterschaft 1981 | Sportwagen-Weltmeisterschaft 1981          | Sportwagen-Weltmeisterschaft 1981 | Sportwagen-Weltmeisterschaft 1981 |
| Rennen                             | Rennen                            | Rennen                            | Rennen                                     | Rennen                            | Rennen                            |
| Pos.                               | Nr.                               | Team                              | Fahrer                                     | Chassistyp                        | Motortyp                          |
| ---------------------------------- | --------------------------------- | --------------------------------- | ------------------------------------------ | --------------------------------- | --------------------------------- |
| 24-Stunden-Rennen von Daytona      |                                   |                                   |                                            |                                   |                                   |
| 22                                 | 36                                | Herman+Miller Porsche-Audi        | Paul Miller Pat Bedard Skeeter McKitterick | 924 Carrera GTR                   | 2,0 l                             |
| 12-Stunden-Rennen von Sebring      |                                   |                                   |                                            |                                   |                                   |
| 30                                 | 34                                | Drolsom Racing                    | George Drolsom Rob Hoskins Buzz Marcus     | 924 Carrera GTR                   | 2,0 l                             |
| 6-Stunden-Rennen von Mugello       |                                   |                                   |                                            |                                   |                                   |
| 13                                 | 34                                | Formel Rennsport Club Zürich      | Peter Zbinden Edi Kofel Marco Vanoli       | 924 Carrera GTR                   | 2,0 l                             |
| 1000-km-Rennen von Monza           |                                   |                                   |                                            |                                   |                                   |
| 8                                  | 22                                | GTi Engineering                   | Richard Lloyd Tony Dron                    | 924 Carrera GTR                   | 2,0 l                             |
| 6-Stunden-Rennen von Silverstone   |                                   |                                   |                                            |                                   |                                   |
| 9                                  | 33                                | Formel Rennsport Club Zürich      | Peter Zbinden Edi Kofel Marco Vanoli       | 924 Carrera GTR                   | 2,0 l                             |
| 11                                 | 32                                | GTi Engineering                   | Richard Lloyd Tony Dron                    | 924 Carrera GTR                   | 2,0 l                             |
| 1000-km-Rennen auf dem Nürburgring |                                   |                                   |                                            |                                   |                                   |
| 15                                 | 43                                | GTi Engineering                   | Richard Lloyd Tony Dron                    | 924 Carrera GTR                   | 2,0 l                             |
| 18                                 | 44                                | Formel Rennsport Club Zürich      | Peter Zbinden Edi Kofel                    | 924 Carrera GTR                   | 2,0 l                             |
| 24-Stunden-Rennen von Le Mans      |                                   |                                   |                                            |                                   |                                   |
| 11                                 | 36                                | Porsche System Engineering        | Manfred Schurti Andy Rouse                 | 924 Carrera GTR                   | 2,0 l                             |
| 6-Stunden-Rennen von Mosport       |                                   |                                   |                                            |                                   |                                   |
| 13                                 | 79                                | Whitehall Capital Promotion       | Tom Winters Bob Bergstrom                  | 924 Carrera GTR                   | 2,0 l                             |
| 15                                 | 07                                | Heimrath Racing                   | Ludwig Heimrath Ludwig Heimrath, Jr.       | 924 Carrera GTR                   | 2,0 l                             |
| 500-Meilen-Rennen von Road America |                                   |                                   |                                            |                                   |                                   |
| 23                                 | 79                                | Whitehall Capital Promotion       | Tom Winters Bob Bergstrom                  | 924 Carrera GTR                   | 2,0 l                             |
| 1000-km-Rennen von Brands Hatch    |                                   |                                   |                                            |                                   |                                   |
| 9                                  | 41                                | GTi Engineering                   | Tony Dron Richard Lloyd                    | 924 Carrera GTR                   | 2,0 l                             |

| Deutsche Rallye-Meisterschaft 1981 | Deutsche Rallye-Meisterschaft 1981 | Deutsche Rallye-Meisterschaft 1981 | Deutsche Rallye-Meisterschaft 1981           | Deutsche Rallye-Meisterschaft 1981 | Deutsche Rallye-Meisterschaft 1981 |
| Rennen                             | Rennen                             | Rennen                             | Rennen                                       | Rennen                             | Rennen                             |
| Pos.                               | Nr.                                | Team                               | Fahrer                                       | Chassistyp                         | Motortyp                           |
| ---------------------------------- | ---------------------------------- | ---------------------------------- | -------------------------------------------- | ---------------------------------- | ---------------------------------- |
| Int. Metz-Rallye Stein             |                                    |                                    |                                              |                                    |                                    |
| 2                                  |                                    | Monnet-Porsche                     | Walter Röhrl Christian Geistdörfer (Copilot) | 924 Carrera GTS                    | 2,0 l                              |
| Int. Rallye Hessen                 |                                    |                                    |                                              |                                    |                                    |
| 1                                  |                                    | Monnet-Porsche                     | Walter Röhrl Christian Geistdörfer (Copilot) | 924 Carrera GTS                    | 2,0 l                              |
| Int. Serengeti-Safari-Rallye       |                                    |                                    |                                              |                                    |                                    |
| 1                                  |                                    | Monnet-Porsche                     | Walter Röhrl Christian Geistdörfer (Copilot) | 924 Carrera GTS                    | 2,0 l                              |
| Int. ADAC-Rallye Vorderpfalz       |                                    |                                    |                                              |                                    |                                    |
| 1                                  |                                    | Monnet-Porsche                     | Walter Röhrl Christian Geistdörfer (Copilot) | 924 Carrera GTS                    | 2,0 l                              |
| Int. Sachs-Rallye-Baltic           |                                    |                                    |                                              |                                    |                                    |
| 1                                  |                                    | Monnet-Porsche                     | Walter Röhrl Christian Geistdörfer (Copilot) | 924 Carrera GTS                    | 2,0 l                              |

#### 924er Ergebnisse 1982
| Sportwagen-Weltmeisterschaft 1982    | Sportwagen-Weltmeisterschaft 1982 | Sportwagen-Weltmeisterschaft 1982 | Sportwagen-Weltmeisterschaft 1982    | Sportwagen-Weltmeisterschaft 1982 | Sportwagen-Weltmeisterschaft 1982 |
| Rennen                               | Rennen                            | Rennen                            | Rennen                               | Rennen                            | Rennen                            |
| Pos.                                 | Nr.                               | Team                              | Fahrer                               | Chassistyp                        | Motortyp                          |
| ------------------------------------ | --------------------------------- | --------------------------------- | ------------------------------------ | --------------------------------- | --------------------------------- |
| 1000-km-Rennen von Monza             |                                   |                                   |                                      |                                   |                                   |
| 11                                   | 96                                | Formel Rennsport Club Zürich      | Peter Zbinden Edi Kofel              | 924 Carrera GTR                   | 2,0 l                             |
| 1000-km-Rennen auf dem Nürburgring   |                                   |                                   |                                      |                                   |                                   |
| 5                                    | 58                                | GTi Engineering                   | Richard Lloyd Tony Dron              | 924 Carrera GTR                   | 2,0 l                             |
| 24-Stunden-Rennen von Le Mans        |                                   |                                   |                                      |                                   |                                   |
| 16                                   | 87                                | B.F. Goodrich Corporation         | Jim Busby Doc Bundy                  | 924 Carrera GTR                   | 2,0 l                             |
| 1000-km-Rennen von Spa-Francorchamps |                                   |                                   |                                      |                                   |                                   |
| 15                                   | 84                                | GTi Engineering                   | Jonathan Palmer Richard Lloyd        | 924 Carrera GTR                   | 2,0 l                             |
| 19                                   | 93                                | Formel Rennsport Club Zürich      | Peter Zbinden Edi Kofel              | 924 Carrera GTR                   | 2,0 l                             |
| 1000-km-Rennen von Mugello           |                                   |                                   |                                      |                                   |                                   |
| 11                                   | 27                                | Formel Rennsport Club Zürich      | Edi Kofel Peter Zbinden Marco Vanoli | 924 Carrera GTR                   | 2,0 l                             |
| 1000-km-Rennen von Brands Hatch      |                                   |                                   |                                      |                                   |                                   |
| 17                                   | 34                                | GTi Engineering                   | Richard Lloyd Jeff Allam             | 924 Carrera GTR                   | 2,0 l                             |

#### 924er Ergebnisse 1983
| Sportwagen-Weltmeisterschaft 1983  | Sportwagen-Weltmeisterschaft 1983 | Sportwagen-Weltmeisterschaft 1983 | Sportwagen-Weltmeisterschaft 1983      | Sportwagen-Weltmeisterschaft 1983 | Sportwagen-Weltmeisterschaft 1983 |
| Rennen                             | Rennen                            | Rennen                            | Rennen                                 | Rennen                            | Rennen                            |
| Pos.                               | Nr.                               | Team                              | Fahrer                                 | Chassistyp                        | Motortyp                          |
| ---------------------------------- | --------------------------------- | --------------------------------- | -------------------------------------- | --------------------------------- | --------------------------------- |
| 1000-km-Rennen auf dem Nürburgring |                                   |                                   |                                        |                                   |                                   |
| 8                                  | 113                               | Autax Motor                       | Klaus Utz Claude Haldi                 | 924 Carrera GTS                   | 2,0 l                             |
| 13                                 | 109                               | Dr. von Staehr                    | Dr. Wolf-Georg von Staehr Ulli Richter | 924 Carrera GTS                   | 2,0 l                             |

#### 924er Ergebnisse 1984
| Sportwagen-Weltmeisterschaft 1984  | Sportwagen-Weltmeisterschaft 1984 | Sportwagen-Weltmeisterschaft 1984 | Sportwagen-Weltmeisterschaft 1984      | Sportwagen-Weltmeisterschaft 1984 | Sportwagen-Weltmeisterschaft 1984 |
| Rennen                             | Rennen                            | Rennen                            | Rennen                                 | Rennen                            | Rennen                            |
| Pos.                               | Nr.                               | Team                              | Fahrer                                 | Chassistyp                        | Motortyp                          |
| ---------------------------------- | --------------------------------- | --------------------------------- | -------------------------------------- | --------------------------------- | --------------------------------- |
| 1000-km-Rennen auf dem Nürburgring |                                   |                                   |                                        |                                   |                                   |
| 26                                 | 104                               | Dr. von Staehr                    | Dr. Wolf-Georg von Staehr Ulli Richter | 924 Carrera GTS                   | 2,0 l                             |

## Technische Daten der Serienversionen
Der Porsche 924 wurde von 1976 bis 1988 in folgenden Ausführungen produziert:
| Porsche 924:                   | 924                                                                                             | 924 S (bis Mj. 1987)                                                                            | 924 S (im Mj. 1988)                                                                             | 924 Turbo Typ 931 (bis Mj. 1981)                                                                | 924 Turbo Typ 931 (ab Mj. 1981)                                                                 | 924 Carrera GT Typ 937                                                                          |
| ------------------------------ | ----------------------------------------------------------------------------------------------- | ----------------------------------------------------------------------------------------------- | ----------------------------------------------------------------------------------------------- | ----------------------------------------------------------------------------------------------- | ----------------------------------------------------------------------------------------------- | ----------------------------------------------------------------------------------------------- |
| Motor:                         | 4-Zylinder-Reihenmotor (Viertakt)                                                               | 4-Zylinder-Reihenmotor (Viertakt)                                                               | 4-Zylinder-Reihenmotor (Viertakt)                                                               | 4-Zylinder-Reihenmotor mit Turboaufladung (Viertakt)                                            | 4-Zylinder-Reihenmotor mit Turboaufladung (Viertakt)                                            | 4-Zylinder-Reihenmotor mit Turboaufladung (Viertakt)                                            |
| Hubraum:                       | 1984 cm³                                                                                        | 2479 cm³                                                                                        | 2479 cm³                                                                                        | 1984 cm³                                                                                        | 1984 cm³                                                                                        | 1984 cm³                                                                                        |
| Bohrung × Hub:                 | 86,5 × 84,4 mm                                                                                  | 100,0 × 78,9 mm                                                                                 | 100,0 × 78,9 mm                                                                                 | 86,5 × 84,4 mm                                                                                  | 86,5 × 84,4 mm                                                                                  | 86,5 × 84,4 mm                                                                                  |
| Leistung bei 1/min:            | 92 kW (125 PS) 5800                                                                             | 110 kW (150 PS) 5800                                                                            | 118 kW (160 PS) 5900                                                                            | 125 kW (170 PS) 5500                                                                            | 130 kW (177 PS) 5500                                                                            | 154 kW (210 PS) 6000                                                                            |
| Max. Drehmoment bei 1/min:     | 165 Nm 3500                                                                                     | 190 Nm 3000                                                                                     | 210 Nm 4500                                                                                     | 245 Nm 3500                                                                                     | 250 Nm 3500                                                                                     | 280 Nm 3500                                                                                     |
| Verdichtung:                   | 9,3:1                                                                                           | 9,7:1                                                                                           | 10,2:1                                                                                          | 7,5:1                                                                                           | 8,5:1                                                                                           | 8,5:1                                                                                           |
| Ventilsteuerung:               | eine obenliegende Nockenwelle (SOHC)                                                            | eine obenliegende Nockenwelle (SOHC)                                                            | eine obenliegende Nockenwelle (SOHC)                                                            | eine obenliegende Nockenwelle (SOHC)                                                            | eine obenliegende Nockenwelle (SOHC)                                                            | eine obenliegende Nockenwelle (SOHC)                                                            |
| Kühlung:                       | Wasserkühlung                                                                                   | Wasserkühlung                                                                                   | Wasserkühlung                                                                                   | Wasserkühlung                                                                                   | Wasserkühlung                                                                                   | Wasserkühlung                                                                                   |
| Getriebe:                      | 4-Gang-Schaltgetriebe ab 1980: 5-Gang a.W.: Dreistufen-Automatik                                | 5-Gang-Schaltgetriebe                                                                           | 5-Gang-Schaltgetriebe                                                                           | 5-Gang-Schaltgetriebe                                                                           | 5-Gang-Schaltgetriebe                                                                           | 5-Gang-Schaltgetriebe                                                                           |
| Antrieb:                       | Hinterradantrieb                                                                                | Hinterradantrieb                                                                                | Hinterradantrieb                                                                                | Hinterradantrieb                                                                                | Hinterradantrieb                                                                                | Hinterradantrieb                                                                                |
| Bremsen:                       | vorne: Scheiben- / hinten: Trommelbremsen                                                       | Scheibenbremsen (innenbelüftet)                                                                 | Scheibenbremsen (innenbelüftet)                                                                 | Scheibenbremsen (innenbelüftet)                                                                 | Scheibenbremsen (innenbelüftet)                                                                 | Scheibenbremsen (innenbelüftet)                                                                 |
| Radaufhängung vorn:            | einzeln an MacPherson-Federbeinen und Querlenkern                                               | einzeln an MacPherson-Federbeinen und Querlenkern                                               | einzeln an MacPherson-Federbeinen und Querlenkern                                               | einzeln an MacPherson-Federbeinen und Querlenkern                                               | einzeln an MacPherson-Federbeinen und Querlenkern                                               | einzeln an MacPherson-Federbeinen und Querlenkern                                               |
| Radaufhängung hinten:          | einzeln an Schräglenkern, querliegende Drehstabfedern, Teleskopstoßdämpfer                      | einzeln an Schräglenkern, querliegende Drehstabfedern, Teleskopstoßdämpfer                      | einzeln an Schräglenkern, querliegende Drehstabfedern, Teleskopstoßdämpfer                      | einzeln an Schräglenkern, querliegende Drehstabfedern, Teleskopstoßdämpfer                      | einzeln an Schräglenkern, querliegende Drehstabfedern, Teleskopstoßdämpfer                      | einzeln an Schräglenkern, querliegende Drehstabfedern, Teleskopstoßdämpfer                      |
| Karosserie:                    | Selbsttragende Stahlkarosserie Carrera GT: vorne und hinten Kunststoff-Kotflügelverbreiterungen | Selbsttragende Stahlkarosserie Carrera GT: vorne und hinten Kunststoff-Kotflügelverbreiterungen | Selbsttragende Stahlkarosserie Carrera GT: vorne und hinten Kunststoff-Kotflügelverbreiterungen | Selbsttragende Stahlkarosserie Carrera GT: vorne und hinten Kunststoff-Kotflügelverbreiterungen | Selbsttragende Stahlkarosserie Carrera GT: vorne und hinten Kunststoff-Kotflügelverbreiterungen | Selbsttragende Stahlkarosserie Carrera GT: vorne und hinten Kunststoff-Kotflügelverbreiterungen |
| Spurweite vorn/hinten:         | 1418/1372 mm                                                                                    | 1419/1393 mm                                                                                    | 1419/1393 mm                                                                                    | 1418/1392 mm                                                                                    | 1418/1392 mm                                                                                    | 1477/1476 mm                                                                                    |
| Radstand:                      | 2400 mm                                                                                         | 2400 mm                                                                                         | 2400 mm                                                                                         | 2400 mm                                                                                         | 2400 mm                                                                                         | 2400 mm                                                                                         |
| Reifen/Felgen:                 | 165 HR14 auf 5,5J × 14 ab 1978: 185/70 HR14 auf 6J × 14                                         | 195/65 VR15 auf 6J × 15                                                                         | 195/65 VR15 auf 6J × 15                                                                         | 185/70 VR15 auf 6J × 15                                                                         | 185/70 VR15 auf 6J × 15                                                                         | 215/60 VR15 auf 7J × 15                                                                         |
| Maße L × B × H:                | 4213 × 1685 × 1270 mm                                                                           | 4213 × 1685 × 1270 mm                                                                           | 4213 × 1685 × 1270 mm                                                                           | 4213 × 1685 × 1270 mm                                                                           | 4213 × 1685 × 1275 mm                                                                           | 4230 × 1735 × 1270 mm                                                                           |
| Leergewicht:                   | 1080 kg ab 1978: 1130 kg                                                                        | 1190 kg                                                                                         | 1190 kg                                                                                         | 1180 kg                                                                                         | 1180 kg                                                                                         | 1180 kg                                                                                         |
| Höchstgeschwindigkeit:         | 204 km/h                                                                                        | 215 km/h                                                                                        | 220 km/h                                                                                        | 225 km/h                                                                                        | 230 km/h                                                                                        | 240 km/h                                                                                        |
| Beschleunigung von 0–100 km/h: | 9,6 s                                                                                           | 8,5 s                                                                                           | 8,2 s                                                                                           | 7,8 s                                                                                           | 7,7 s                                                                                           | 6,9 s                                                                                           |

## Technische Daten der Motorsportversionen
Für den Motorsporteinsatz produzierte Porsche in geringen Stückzahlen einige Rennwagen, die auch an private Kunden verkauft wurden.
| Motor:                     | 4-Zylinder-Reihenmotor mit Turboaufladung (Typ: M31/70)                                     | 4-Zylinder-Reihenmotor mit Turboaufladung (Typ: M31/70)                                     | 4-Zylinder-Reihenmotor mit Turboaufladung (Typ: M31/70)                                     | 4-Zylinder-Reihenmotor mit Turboaufladung (Typ: M31/70)                                     |                                                                            |                                                                            |
| Hubraum:                   | 1984 cm³                                                                                    | 1984 cm³                                                                                    | 1984 cm³                                                                                    | 1984 cm³                                                                                    |                                                                            |                                                                            |
| Bohrung × Hub:             | 86,5 × 84,4 mm                                                                              | 86,5 × 84,4 mm                                                                              | 86,5 × 84,4 mm                                                                              | 86,5 × 84,4 mm                                                                              |                                                                            |                                                                            |
| Leistung bei 1/min:        | 180 kW (245 PS) bei 6250                                                                    | 199 kW (270 PS) bei 6500                                                                    | 235 kW (320 PS) bei 7000                                                                    | 276 kW (375 PS) bei 6500                                                                    |                                                                            |                                                                            |
| Max. Drehmoment bei 1/min: | 335 Nm bei 3000                                                                             | 335 Nm bei 5500                                                                             | 383 Nm bei 4500                                                                             | 405 Nm bei 5600                                                                             |                                                                            |                                                                            |
| Verdichtung:               | 8,0:1                                                                                       | 8,0:1                                                                                       | 7,1:1                                                                                       |                                                                                             |                                                                            |                                                                            |
| Ventilsteuerung:           | eine obenliegende Nockenwelle (SOHC)                                                        | eine obenliegende Nockenwelle (SOHC)                                                        | eine obenliegende Nockenwelle (SOHC)                                                        | eine obenliegende Nockenwelle (SOHC)                                                        |                                                                            |                                                                            |
| Kühlung:                   | Wasserkühlung                                                                               | Wasserkühlung                                                                               | Wasserkühlung                                                                               | Wasserkühlung                                                                               |                                                                            |                                                                            |
| Getriebe:                  | 5-Gang-Schaltgetriebe mit Ölkühlung                                                         | 5-Gang-Schaltgetriebe mit Ölkühlung                                                         | 5-Gang-Schaltgetriebe mit Ölkühlung                                                         | 5-Gang-Schaltgetriebe mit Ölkühlung                                                         |                                                                            |                                                                            |
| Antrieb:                   | Hinterradantrieb                                                                            | Hinterradantrieb                                                                            | Hinterradantrieb                                                                            | Hinterradantrieb                                                                            |                                                                            |                                                                            |
| Bremsen:                   | Scheibenbremsen (innenbelüftet)                                                             | Scheibenbremsen (innenbelüftet)                                                             | Scheibenbremsen (innenbelüftet)                                                             | Scheibenbremsen (innenbelüftet)                                                             |                                                                            |                                                                            |
| Radaufhängung vorn:        | einzeln an MacPherson-Federbeinen und Querlenkern                                           | einzeln an MacPherson-Federbeinen und Querlenkern                                           | einzeln an MacPherson-Federbeinen und Querlenkern                                           | einzeln an MacPherson-Federbeinen und Querlenkern                                           | einzeln an MacPherson-Federbeinen und Querlenkern                          | einzeln an MacPherson-Federbeinen und Querlenkern                          |
| Radaufhängung hinten:      | einzeln an Schräglenkern, querliegende Drehstabfedern, Teleskopstoßdämpfer                  | einzeln an Schräglenkern, querliegende Drehstabfedern, Teleskopstoßdämpfer                  | einzeln an Schräglenkern, querliegende Drehstabfedern, Teleskopstoßdämpfer                  | einzeln an Schräglenkern, querliegende Drehstabfedern, Teleskopstoßdämpfer                  | einzeln an Schräglenkern, querliegende Drehstabfedern, Teleskopstoßdämpfer | einzeln an Schräglenkern, querliegende Drehstabfedern, Teleskopstoßdämpfer |
| Karosserie:                | Selbsttragende Stahlkarosserie mit Kotflügelverbreiterungen vorne und hinten aus Kunststoff | Selbsttragende Stahlkarosserie mit Kotflügelverbreiterungen vorne und hinten aus Kunststoff | Selbsttragende Stahlkarosserie mit Kotflügelverbreiterungen vorne und hinten aus Kunststoff | Selbsttragende Stahlkarosserie mit Kotflügelverbreiterungen vorne und hinten aus Kunststoff |                                                                            |                                                                            |
| Spurweite vorn/hinten:     | 1475/1481 mm                                                                                | 1475/1481 mm                                                                                | 1534/1503 mm                                                                                | 1534/1503 mm                                                                                |                                                                            |                                                                            |
| Radstand:                  | 2400 mm                                                                                     | 2400 mm                                                                                     | 2400 mm                                                                                     | 2400 mm                                                                                     |                                                                            |                                                                            |
| Reifen/Felgen:             | VA: 205/55 VR16 auf 7J × 16 HA: 225/50 VR16 auf 8J × 16                                     | VA: 225/50 VR16 auf 8J × 16 HA: 225/50 VR16 auf 8J × 16                                     | VA: 275/? VR16 auf ?J × 16 HA: 300/? VR16 auf 9J × 16                                       | VA: 275/? VR16 auf ?J × 16 HA: 300/? VR16 auf 9J × 16                                       |                                                                            |                                                                            |
| Maße L × B × H:            | 4244 × 1745 × 1275 mm                                                                       | 4244 × 1745 × 1275 mm                                                                       | 4244 × 1745 × 1270 mm                                                                       | 4244 × 1745 × 1270 mm                                                                       |                                                                            |                                                                            |
| Leergewicht:               | 1121 kg                                                                                     | 1060 kg                                                                                     | 930 kg                                                                                      | 930 kg                                                                                      |                                                                            |                                                                            |
| Höchstgeschwindigkeit:     | 250 km/h                                                                                    | 260 km/h                                                                                    | ca. 293 km/h                                                                                | ca. 293 km/h                                                                                |                                                                            |                                                                            |
| Beschleunigung 0–100 km/h: | 6,2 s                                                                                       | 5,2 s                                                                                       | ca. 4,9                                                                                     | ca. 4,9                                                                                     |                                                                            |                                                                            |

Quelle: Werner Oswald, Deutsche Autos 1945–1990. Motorbuch Verlag, Stuttgart 2001.

## Stückzahlen
| Jahr      | 1976   | 1977   | 1978   | 1979   | 1980   | 1981   | 1982                  | 1983                  | 1984  | 1985  | 1986  | 1987  | 1988 | Summe   |
| --------- | ------ | ------ | ------ | ------ | ------ | ------ | --------------------- | --------------------- | ----- | ----- | ----- | ----- | ---- | ------- |
| 924       | 19.168 | 21.956 | 22.068 | 15.690 | 11.908 | 14.183 | 5.955                 | 5.887                 | 3.170 | 2.319 |       |       |      | 122.304 |
| 924 Turbo |        |        | 86     | 5.023  | 3.044  | 3.578  | 444 (nur für Italien) | 210 (nur für Italien) |       |       |       |       |      | 12.385  |
| 924 S     |        |        |        |        |        |        |                       |                       |       | 1.689 | 6.844 | 6.868 | 881  | 16.282  |
| Summe     | 19.168 | 21.956 | 22.154 | 20.713 | 14.952 | 17.761 | 6.399                 | 6.097                 | 3.170 | 4.008 | 6.844 | 6.868 | 881  | 150.971 |

Quelle: Werner Oswald, Deutsche Autos 1945–1990. Motorbuch Verlag, Stuttgart 2001.
Zum 1. Januar 2015 waren laut KBA in Deutschland noch mindestens 3154 Fahrzeuge mit den Typschlüsselnummern dieser Baureihe zugelassen.

## Die Rolle des 924 für Porsche
Der Porsche 924 verkaufte sich bei seiner Einführung sehr gut und bereits Ende 1976 wurden 48 % des Fahrzeugumsatzes von Porsche mit diesem Modell erzielt. 1977 verzeichnete Porsche mit mehr als 26.000 verkauften Fahrzeugen einen neuen Verkaufsrekord. Bis April 1978 waren bereits 50.000 Fahrzeuge produziert worden. Der verhältnismäßig preisgünstige 924 half Porsche, die Ölkrise in den 1970er-Jahren unbeschadet zu überstehen.
Wegen seiner vielen aus dem VW-Konzern stammenden Bauteile haftete dem Wagen jedoch stets der Makel an, kein „reinrassiger“ Porsche zu sein. Trotz umfassender Weiterentwicklungen beim 924 Turbo und 924 S und obwohl viele der ursprünglich von Volkswagen und Audi stammenden Teile durch eigene Entwicklungen ersetzt wurden, blieben die Spitznamen wie „Hausfrauenporsche“ oder „Audiporsche“.
Mit der Einführung des Nachfolgemodells Porsche 944 sanken die Produktionszahlen des Porsche 924 deutlich: Im Modelljahr 1982 wurden noch rund 11.720 Exemplare des 924 produziert, im Folgejahr halbierte sich diese Zahl auf rund 5.980 Fahrzeuge. Dagegen stieg die Produktion des 944 von rund 3.880 im Modelljahr 1982 auf etwa 14.550 Stück im Folgejahr an.
Mitte bis Ende der 1980er-Jahre brachen die Verkaufszahlen des 924 und des 944 dramatisch ein. In den Modelljahren 1986 bis 1989 fiel die Zahl der produzierten Fahrzeuge von rund 30.600 auf rund 7.780 Stück. 1988 wurden mit 10.786 Fahrzeugen erstmals mehr Porsche 911 (ohne das Porsche-930-Turbomodell) als 924 und 944 verkauft, die zusammen 8.937 Fahrzeuge erreichten. Dieser Trend setzte sich in den folgenden Jahren weiter fort, sodass 1988 die Produktion des 924 und drei Jahre später auch die des 944 eingestellt wurde.
Insgesamt wurden von 1976 bis 1988 mehr als 150.000 Porsche 924 produziert.

### Porsche-Datenbank
- Porsche 924 Carrera GTP auf Porsche.com
- Porsche 924 Carrera GTR auf Porsche.com
- Porsche 924 Carrera GTS-Rallye auf Porsche.com

### Fanseiten und Karosserie-Register im Internet
- Aktuelle chassis-registry und Informationen (englisch)
- Fanseite zum Porsche 924 Carrera GT (englisch)